# Église Saint-Remi de Ponchon
L'église Saint-Remi est une église catholique paroissiale située à Ponchon, dans le département de l'Oise, en France. Sa nef unique, non articulée, et recouverte d'un lambris en forme de voûte en berceau, remonte au XIe siècle. Ponchon est en effet l'une des paroisses primitives du diocèse de Beauvais. En tant que paroisse matrice de quatre villages voisins, elle bénéficie de certains privilèges sous l'Ancien Régime. Son sanctuaire roman est ainsi remplacé par un chœur gothique de dimensions plus généreuses à partir de la fin du XIIe siècle. Son architecture est d'une sobre élégance. Apparemment, le chantier traîne en longueur, et le voûtement d'ogives du vaisseau central n'est achevé que vers 1230 environ. Sa chapelle latérale également commencée pendant le dernier quart du XIIe siècle est déjà presque entièrement reconstruite dans ce contexte, car il fallut porter le nombre de travées de trois à deux, conformément au nombre de voûtes du vaisseau central. Le voûtement de la chapelle n'est jamais exécuté, mais on la dote cependant de deux nouvelles fenêtres, à la seconde moitié du XIIIe siècle et au début du XIVe siècle. C'est à cette époque que l'ensemble de l'espace intérieur est pourvue d'une polychromie architecturale, et qu'une série de fresques est peinte tout autour de la nef. Réalisées en plusieurs tons d'ocre, elles mettent en scène un défilé continu de personnages, qui illustrent pour l'essentiel des épisodes de l'histoire biblique, avec un accent particulier sur la Genèse et la Passion du Christ. Environ les deux tiers sont conservés intacts, et l'église de Ponchon peut s'enorgueillir ainsi de posséder un trésor artistique d'une grande rareté, unique dans le département pour la superficie couverte, et remarquable pour la forte stylisation et son langage pictural expressif. À la suite de leur redécouverte fortuite à la fin des années 1970, les peintures monumentales ont été classées au titre des monuments historiques par arrêté du 18 décembre 1980, et l'édifice a été inscrit simultanément. Ponchon est aujourd'hui affilié à la paroisse Saint-Yves-d'Auteuil du pays de Noailles, qui s'étend sur vingt-trois communes, et les messes dominicales n'y sont plus célébrées que tous les trois mois.

## Localisation

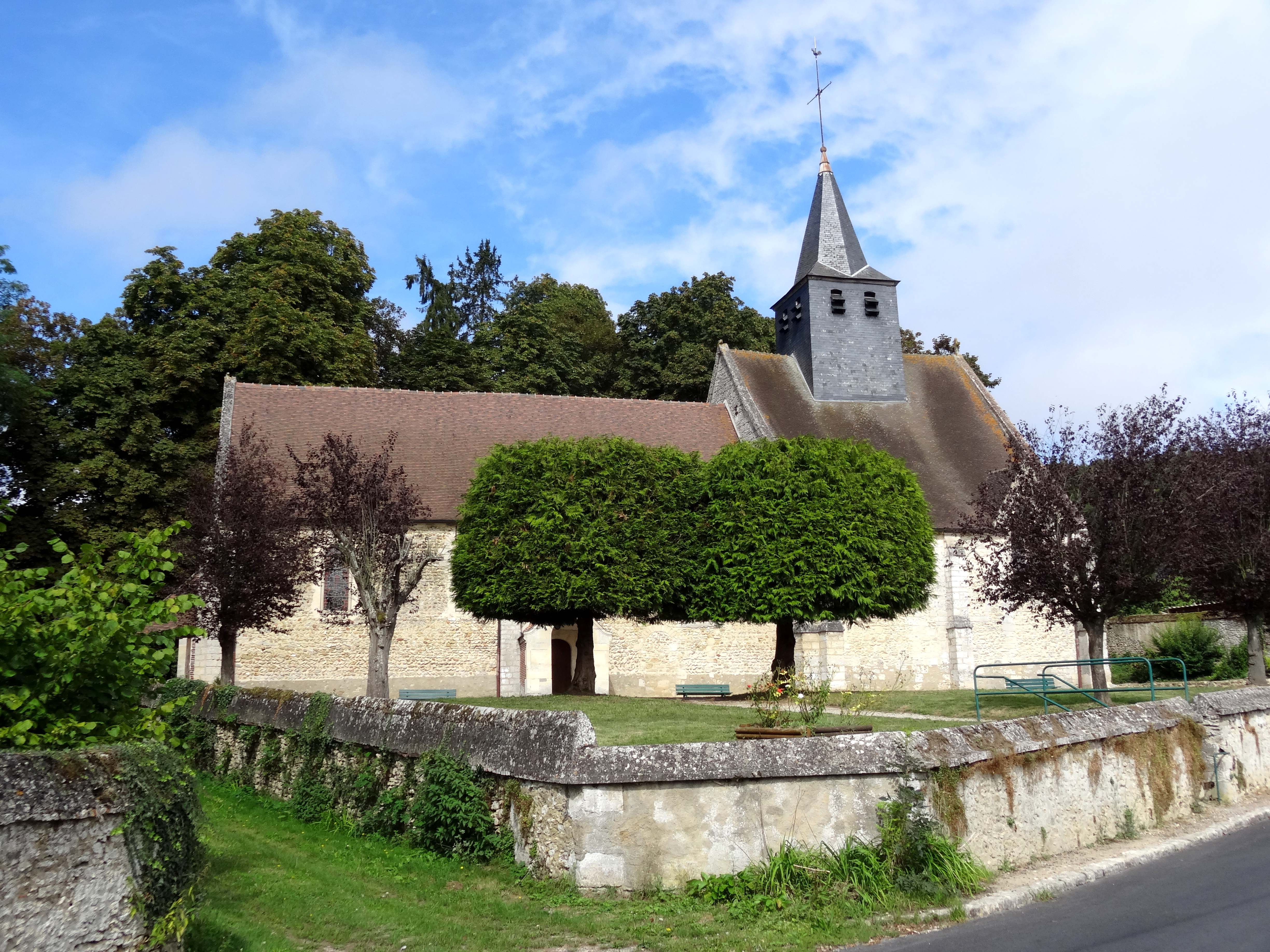
Vue depuis le sud.

L'église Saint-Remi est située en France, en région Hauts-de-France et dans le département de l'Oise, dans le pays de Thelle, sur la commune de Ponchon, au centre du village, rue du pont Delettre. La rue arrive depuis la rue de la Mairie, au nord-est, et passe à proximité du chevet de l'église, puis son éloigne progressivement en direction du sud-ouest. Entre l'église et la rue, s'étend l'ancien cimetière, qui a été converti en parvis et espace vert public. Le parvis a été baptisé square Raymond Joly-Clare lors d'une cérémonie en la présence de l'artiste (mort en 2006 à l'âge de 95 ans). L'ancien cimetière surplombe légèrement la rue, sauf devant le chevet, et le dénivelé est compensé par un mur de soutènement, en même temps mur de clôture. L'on y accède de plain-pied depuis l'est, ou par un escalier depuis le sud. En outre, une courte impasse relie la rue au portail occidental de l'église. Depuis cette impasse, un escalier conduit au portail occidental de l'église. L'édifice est entièrement dégagé de constructions mitoyennes, et bien mise en valeur. Son élévation septentrionale est cependant bordée d'arbres, et peu visible.

## Histoire

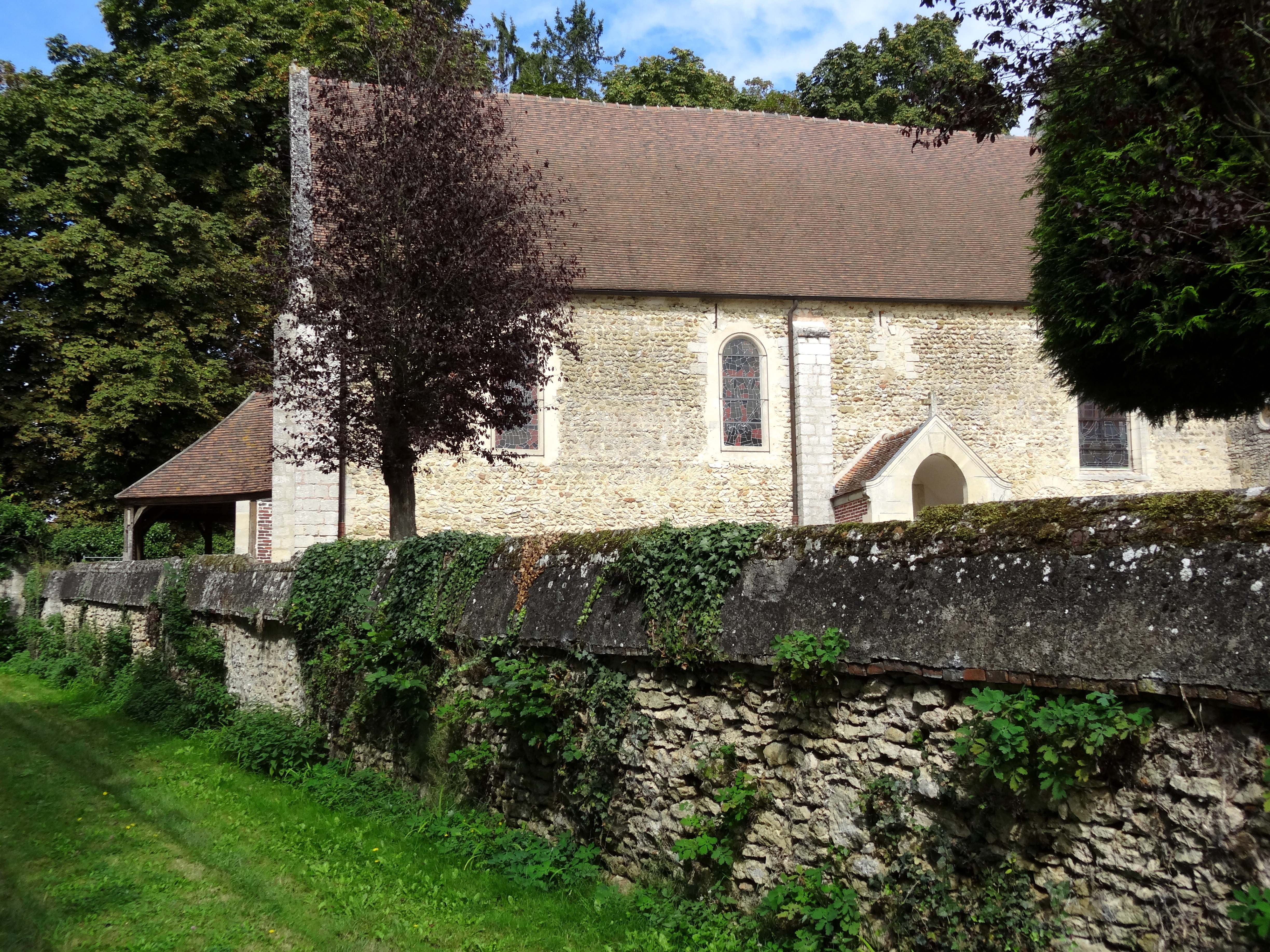
Nef, vue depuis le sud-ouest.

Les origines de la paroisse se perdent dans le temps. C'est, selon Louis Graves, l'une des paroisses primitives du diocèse de Beauvais. Son territoire s'étendait de la vallée du Thérain, du côté de Hermes, jusqu'à la chaussée Brunehaut, du côté de Tillard. Il comprenait initialement les villages de Montreuil-sur-Thérain, Berthecourt, Villers-Saint-Sépulcre, et la moitié de Tillard, avant que ceux-ci ne furent eux-mêmes érigés en paroisses. Longtemps le curé de Ponchon conserva le privilège de faire seul les baptêmes et inhumations, et portait le titre d'archiprêtre. Le saint patron de la paroisse est saint Remi de Reims. Sous l'Ancien Régime, la paroisse de Ponchon relève du doyenné de Mouchy-le-Châtel, de l'archidiaconé de Clermont et du diocèse de Beauvais. Le collateur de la cure est l'abbé de Saint-Germer-de-Fly, comme pour Berthecourt et Villers-Saint-Sépulcre, qui ne furent donc détachés de Ponchon qu'après que l'abbaye reçut le droit de collation.

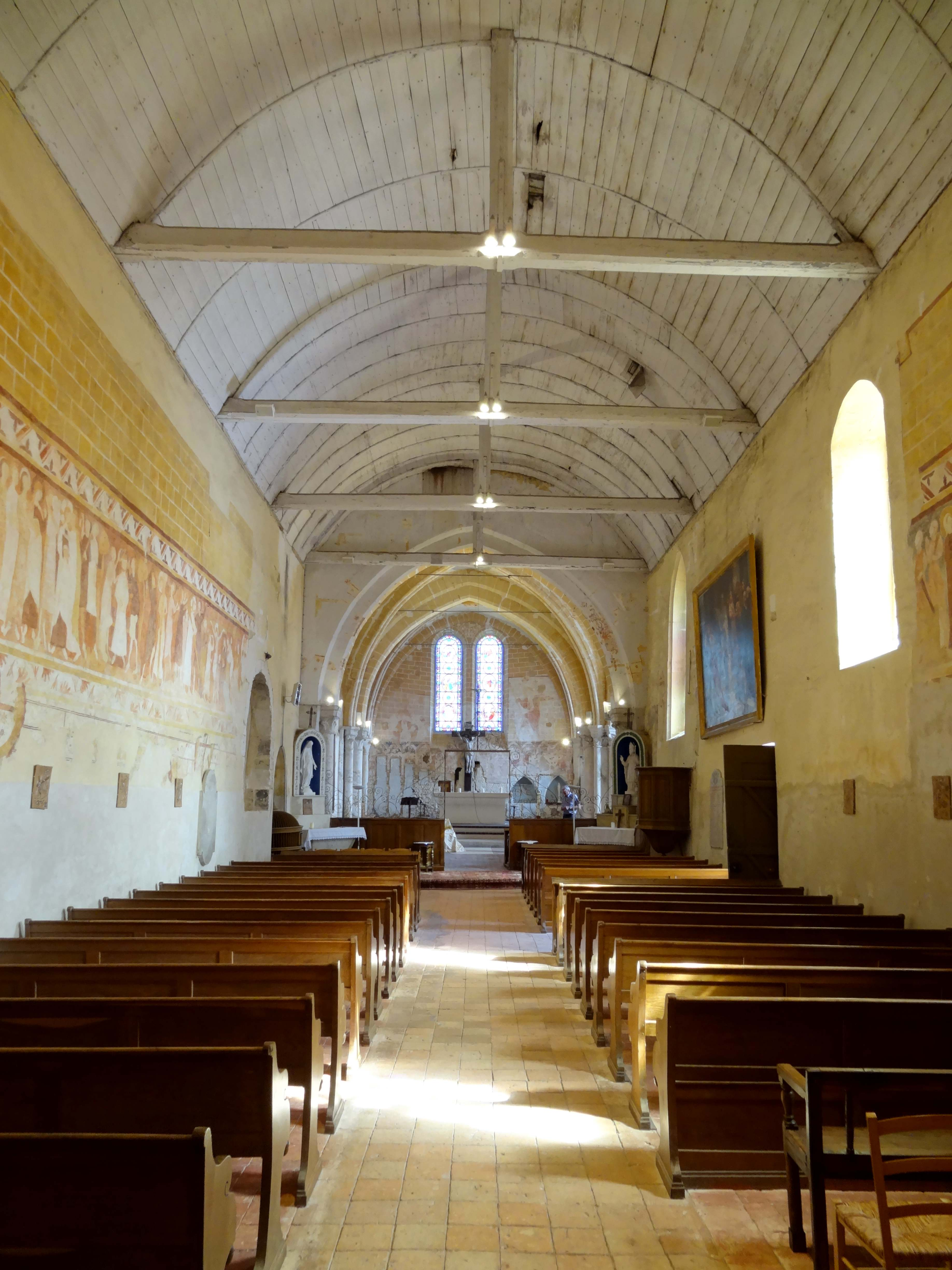
Nef, vue vers l'est.

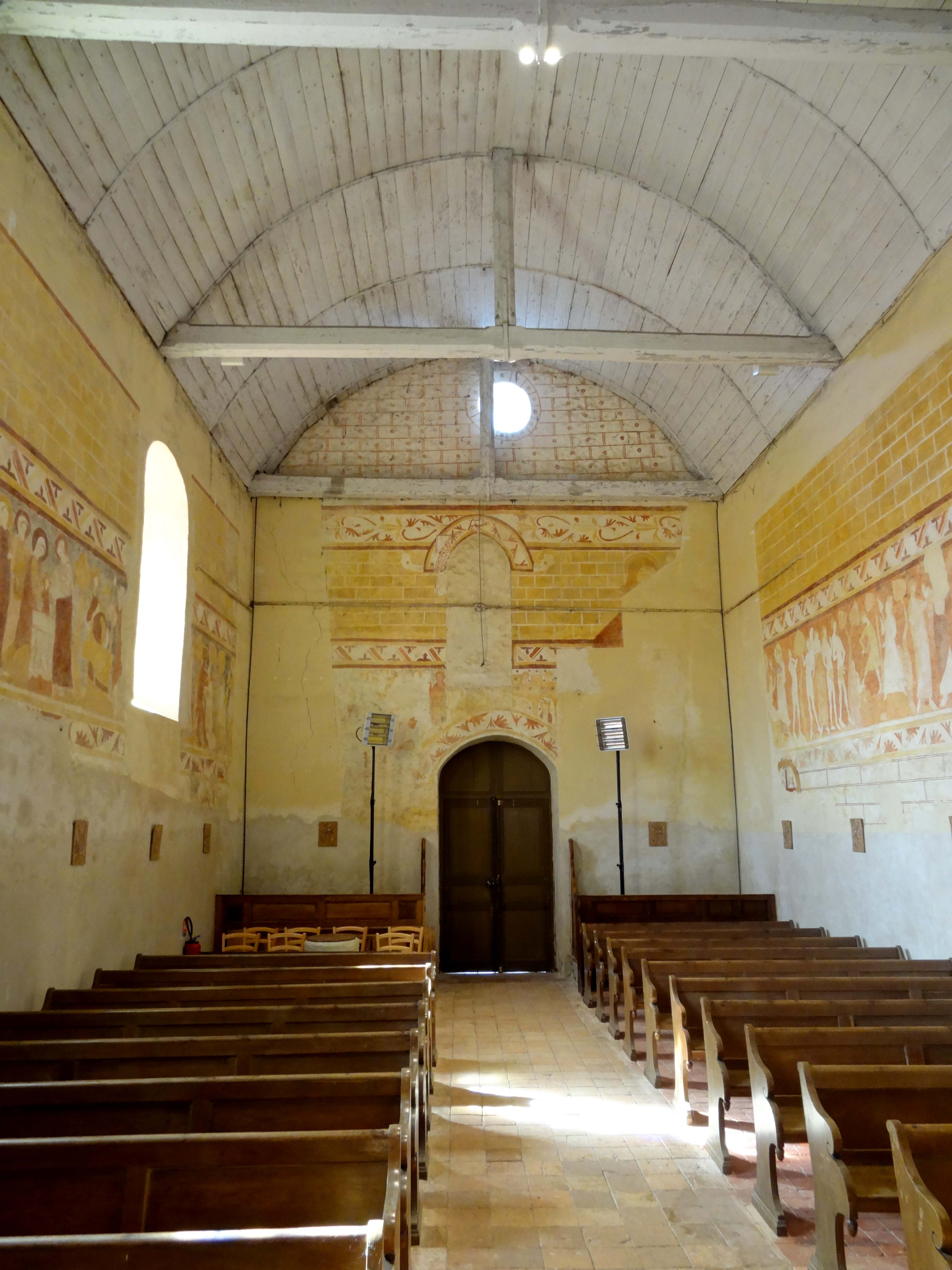
Nef, vue vers l'ouest.

La partie la plus ancienne de l'église est la nef. Dominique Vermand la compte parmi les nefs les plus anciennes du Beauvaisis, qui sont de tradition carolingienne, et « à l'aspect nu et lisse, bâties sans aucun artifice décoratif ». D'autres nefs de cette époque sont Notre-Dame-du-Thil à Beauvais, Bresles, Essuiles, Guignecourt, Hermes, Saint-Martin-le-Nœud, Therdonne, Velennes. Rares sont en effet les nefs basilicales dans la région, et l'on ne peut guère citer que la Basse-Œuvre de Beauvais et Montmille (où les bas-côtés ont disparu). La simplicité de ces constructions ne permet pas une datation avec précision, mais on peut supposer le XIe siècle. Louis Graves évoque un appareil en petits moellons cubiques dit pastoureaux, qui proviennent souvent d'édifices romains démantelés, et indiquent souvent une période de construction antérieure au milieu du XIe siècle. Il s'agit toutefois d'une erreur, et Dominique Vermand ne retient que l'appareil en opus spicatum sur les parties basses des murs, qui reste répandu jusqu'à la fin du XIe siècle. — Le chœur primitif est pourvu d'une chapelle latérale à la fin du XIIe siècle. En subsiste une fenêtre bouchée, visible depuis l'extérieur, et les chapiteaux du côté sud, qui ont toutefois dû changer de place, car le nombre de travées a été porté de trois à deux. La reconstruction de la chapelle intervient dans le cadre de l'édification d'un nouveau chœur gothique vers 1230. Son voûtement est alors prévu, comme le prouvent des chapiteaux en attente, mais n'est jamais exécuté. En revanche, l'on réaménage les deux fenêtres restantes du côté sud, l'une pendant la seconde moitié du XIIIe siècle et l'autre, dont le sommet forme lucarne, au début du XIVe siècle. C'est vers cette époque que l'intérieur de l'église est doté d'une série de fresques, qui forment une frise continue. Ultérieurement, pendant la seconde moitié du XVIe siècle, la dernière fenêtre de la nef au sud est repercée, et la série de fresques ainsi interrompue. De nouvelles peintures murales viennent couvrir les anciennes à plusieurs endroits (niche au nord de la nef, chevet). À la période classique, les deux fenêtres romanes subsistantes sont remplacées par de grandes baies en plein cintre, et l'intérieur de l'église est entièrement badigeonné de blanc, si bien que les peintures murales sont complètement oubliées. Les deux portails sont refaits,.
Jean Hubert écrit au début des années 1980 : « Il y a quelques mois, les habitants de ce gracieux village ne se préoccupaient que fort peu de l'histoire, de l'archéologie et de la mise en valeur des sites de cette région de l'ancien Beauvaisis. Tout a changé depuis la création d'une Association des habitants de la commune de Ponchon qui s'est donné pour tâche de reconstituer l'histoire du bourg avec l'aide de Monsieur Durvin et de mettre en valeur, sous l'impulsion énergique de Monsieur Joyot, le patrimoine architectural dont l'église a été et reste la pièce maîtresse ». Afin de préserver ce monument, il s'agit d'abord de refaire les toitures. Ce chantier est lancé en 1979, et la Sauvegarde de l'art français contribue avec une subvention de 100 000 francs. L'église est inscrite au titre des monuments historiques par arrêté du 18 décembre 1980, et les peintures monumentales récemment retrouvées sont quant à elles classées. Leur restauration commence en 1982 par le mur nord de la nef, par l'atelier Sorbet de Christen. Les campagnes de restauration se succèdent jusqu'en 2006, et l'église se présente aujourd'hui dans un excellent état. Ponchon est à présent affilié à la paroisse Saint-Yves-d'Auteuil du pays de Noailles, qui s'étend sur vingt-trois communes, et compte autant d'églises. Le curé demeure au presbytère de Noailles, et assure le service de cette grande paroisse sans l'aide d'un vicaire. Des messes dominicales sont célébrées en l'église Saint-Remi tous les trois mois environ, en principe le dimanche à 11 h 00.

## Description

### Aperçu général

Plan de l'église.

Régulièrement orientée, l'église répond à un plan simple, mais non symétrique. Elle se compose d'un porche devant le portail occidental de la nef ; d'une nef unique non voûtée ; et d'un chœur de deux travées dans l'axe de la nef, accompagné d'un collatéral du côté sud seulement, le tout se terminant par un chevet plat. Une cage d'escalier hors-œuvre flanque le chœur du côté nord, à l'intersection des deux travées. Un deuxième porche avec un portail latéral existe au sud de la nef, à droite du contrefort médian. La longueur totale de l'édifice est de 35 m, dont plus que les deux tiers incombent à la nef. Celle-ci est recouverte d'un plafond lambrissé en forme de voûte en berceau. Le chœur est voûtes d'ogives. Le collatéral est muni d'un plafond de bois plâtré incliné vers le sud, qui n'est autre que le revers de son toit en appentis. La deuxième travée du collatéral est séparée du sanctuaire par une cloison de faible hauteur, et utilisée comme sacristie. Un clocher en charpente est assis sur la toiture du chœur, au niveau de la première travée. Il est coiffé d'une flèche octogonale. L'ensemble est couvert d'ardoise.

### Intérieur

#### Nef

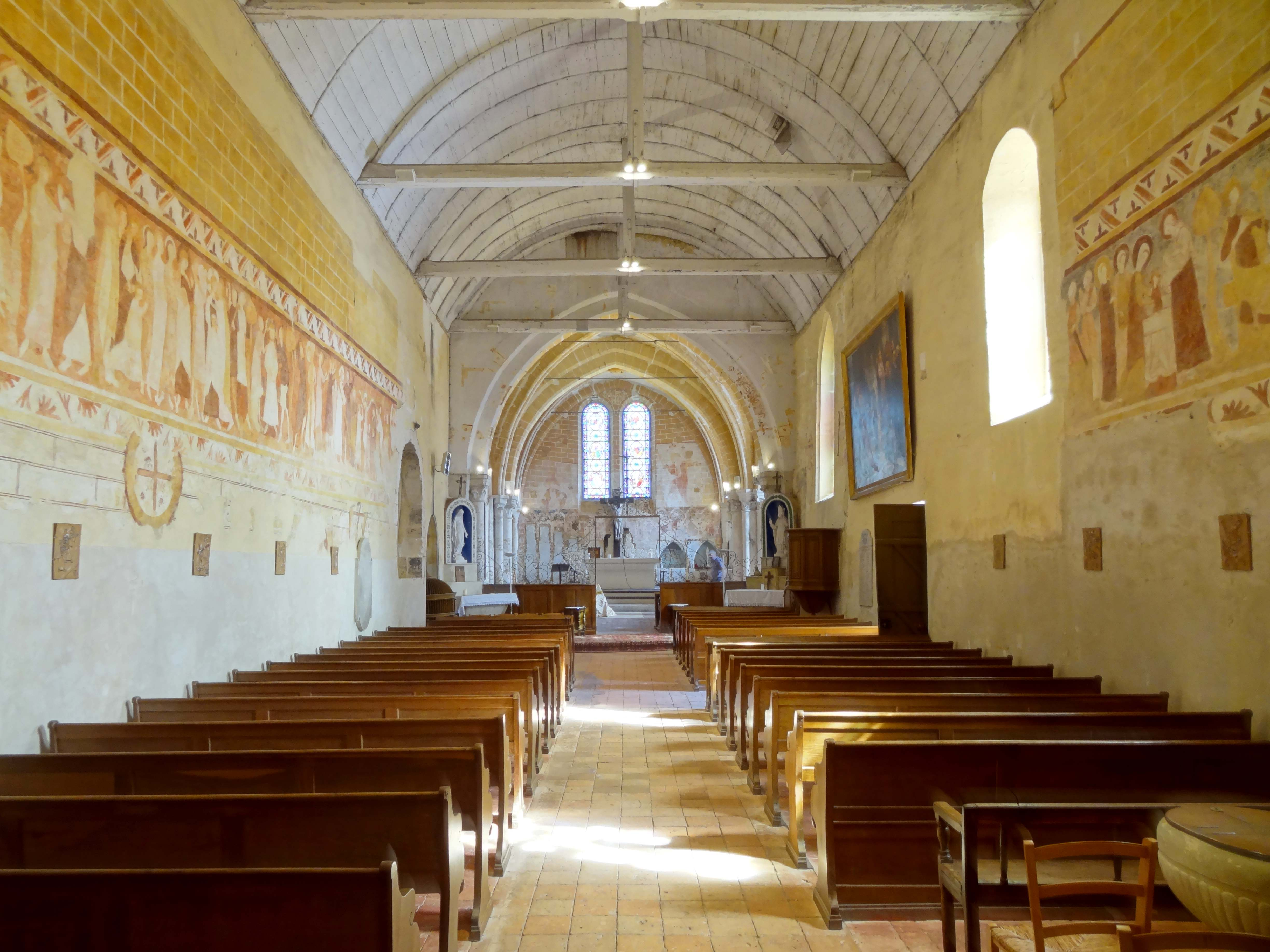
Vue vers l'est.

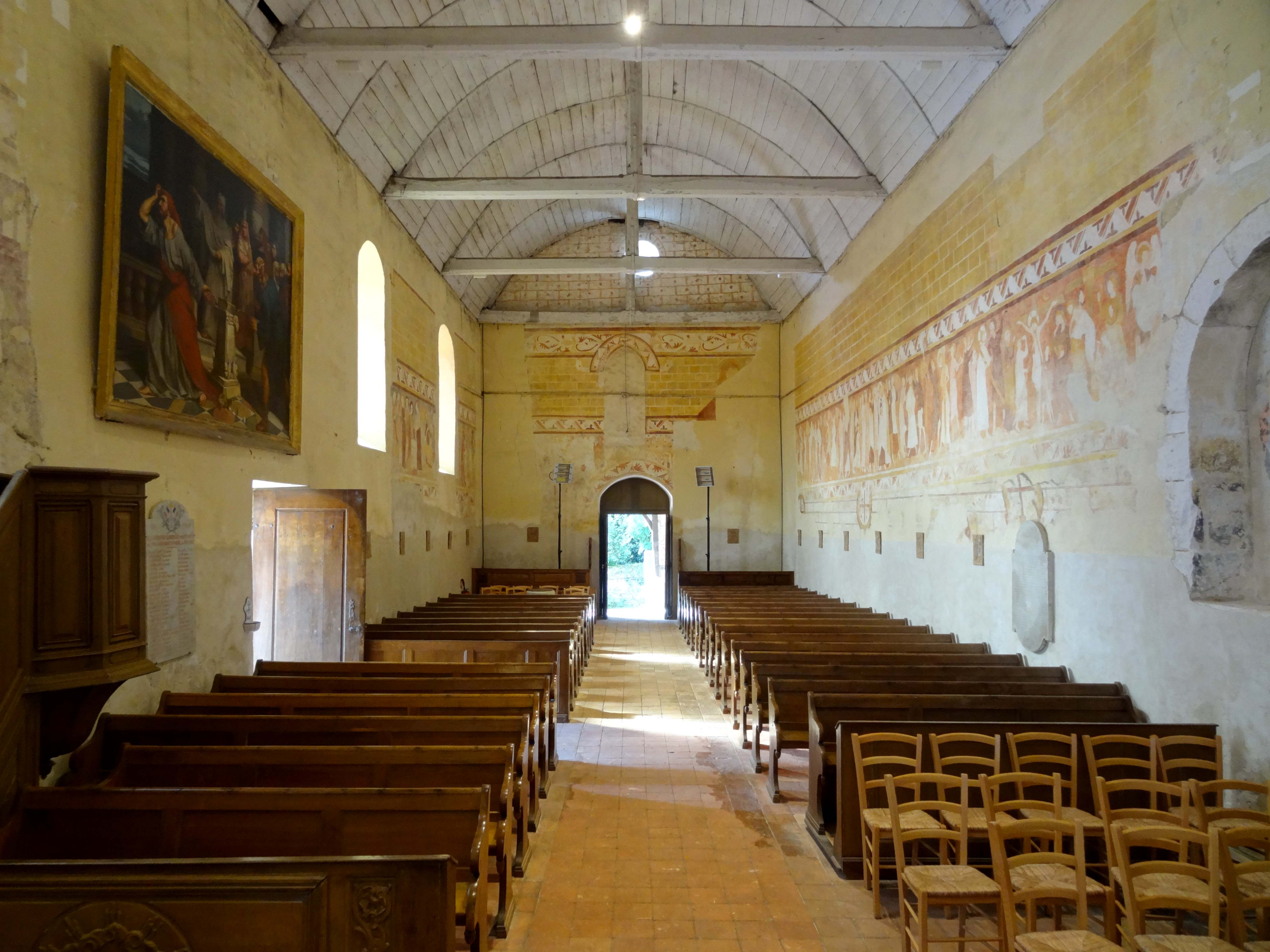
Vue vers l'ouest.

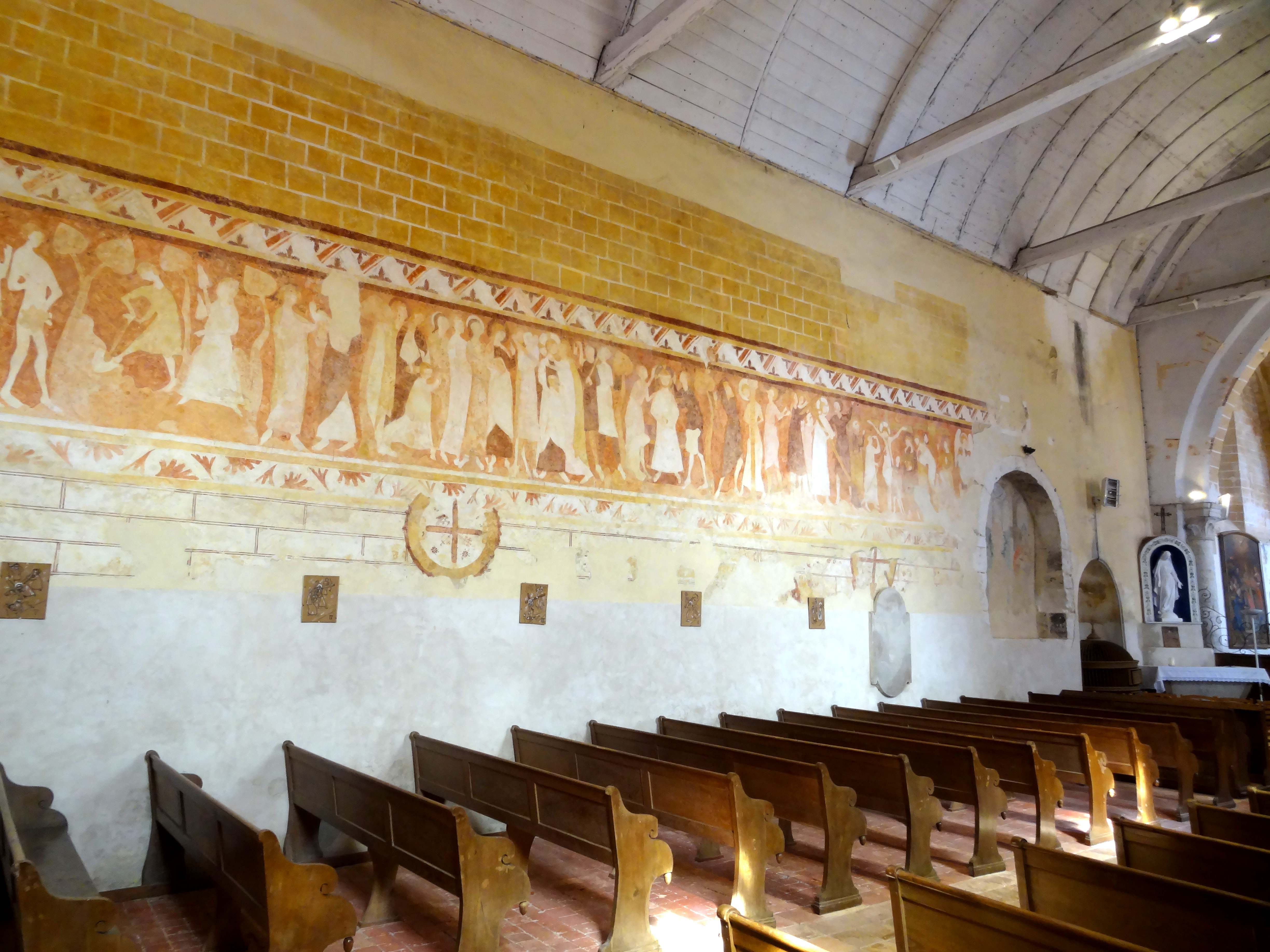
Mur nord.

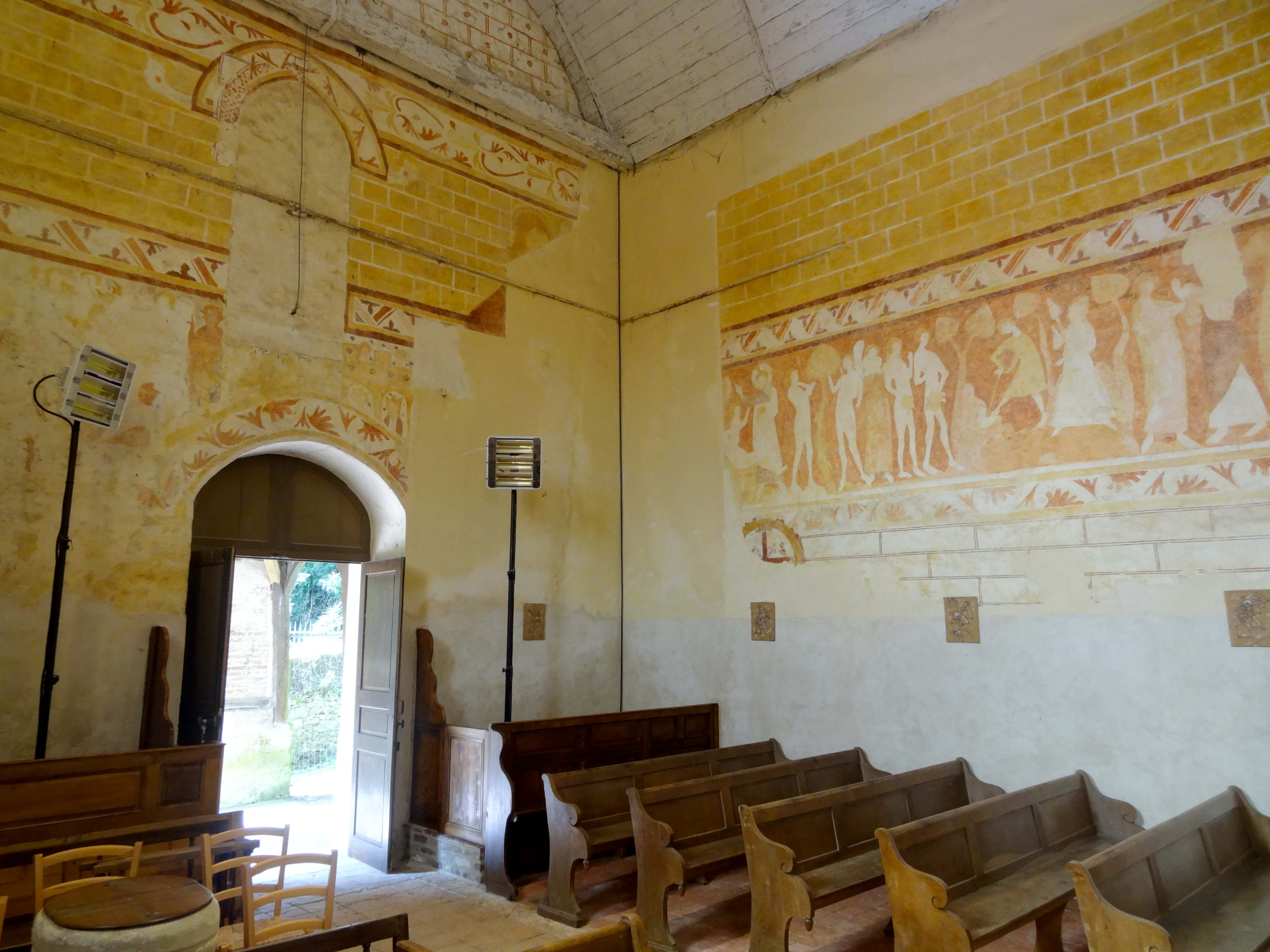
Angle nord-ouest.

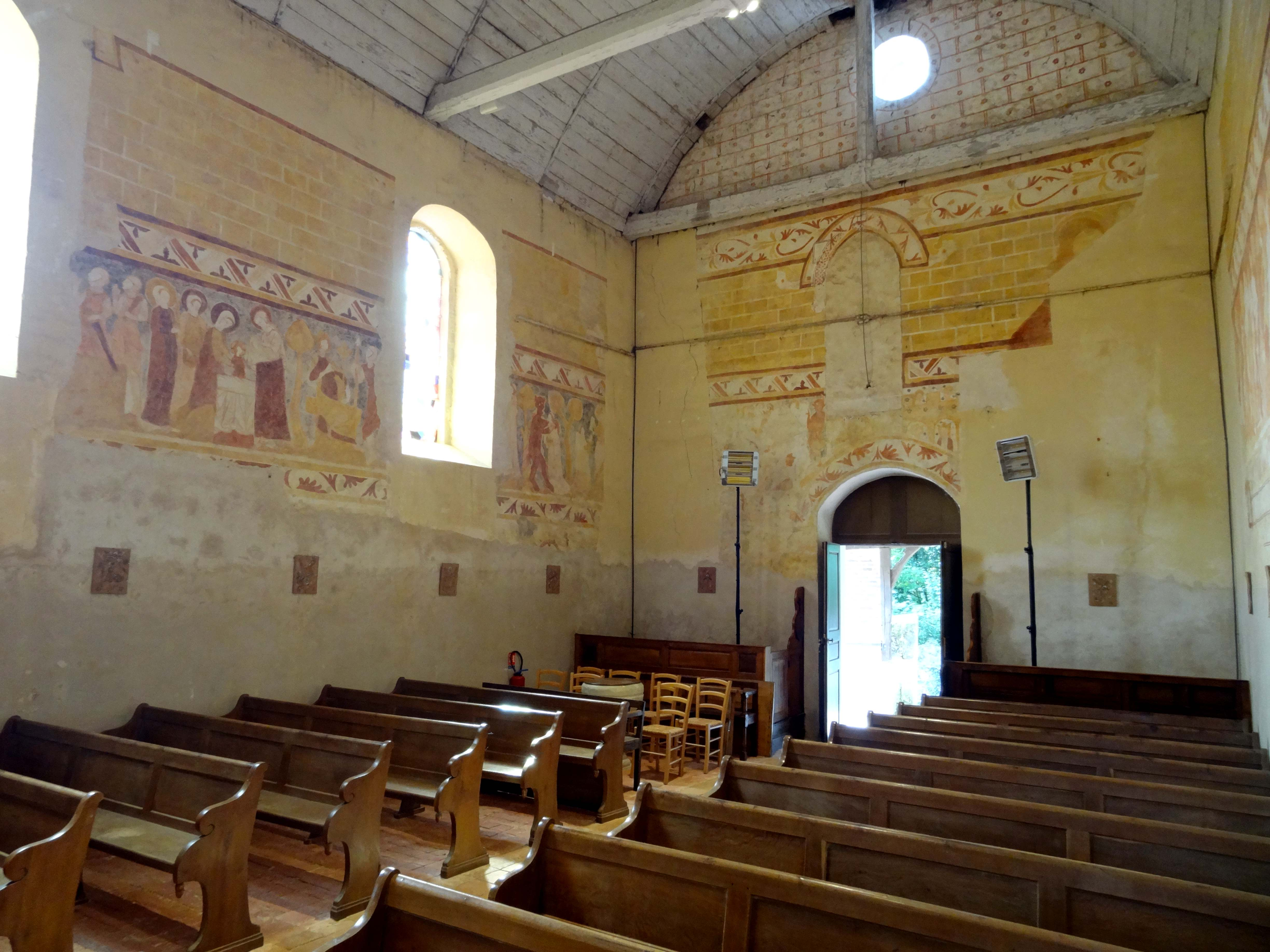
Angle sud-ouest.

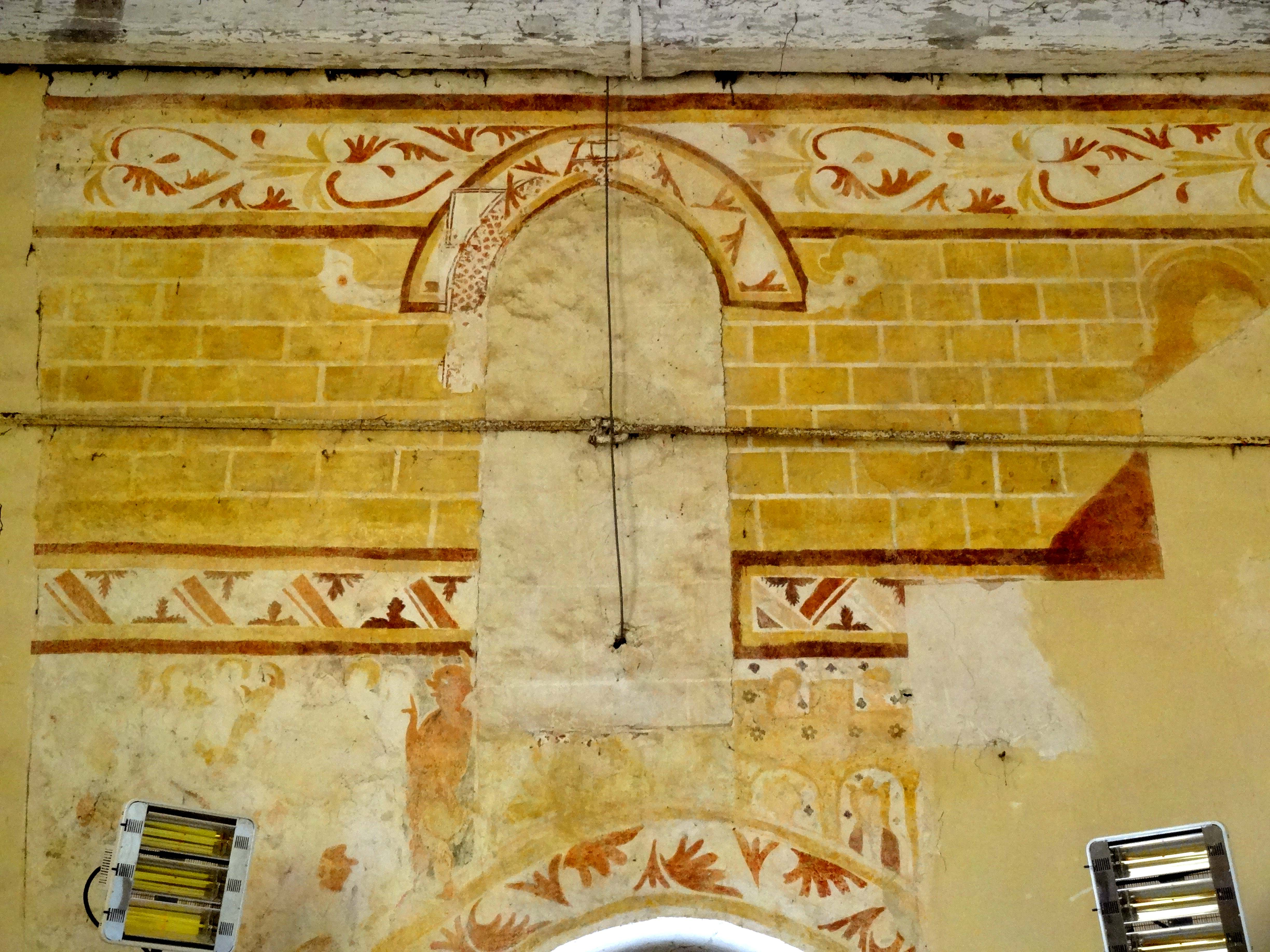
Polychromie architecturale au revers de la façade.

On ne doit pas conclure de la simplicité du plan et du petit nombre de travées qu'il s'agisse d'un édifice de dimensions modestes. La nef est spacieuse, et peut accueillir plus de deux cents fidèles. Comme souvent dans les nefs de cette époque, la hauteur des murs gouttereaux est équivalente à la largeur du vaisseau. Grâce au plafond lambrissé, une bonne partie du volume compris sous la toiture est cependant rattachée à l'espace intérieur, qui en tient un aspect plus élancé. À Ponchon, le lambris est d'une facture rustique, comme à Catenoy, Heilles et Monchy-Saint-Éloi, et n'est pas aussi soigné qu'à Amblainville, Hodenc-en-Bray, Mogneville, Roberval et Therdonne. De la charpente, l'on aperçoit seulement les six entraits avec leurs poinçons, qui ne sont pas sculptés. Les entraits ont seulement les arêtes chanfreinées. Le premier se situe au revers de la façade occidentale, et le dernier immédiatement devant l'arc triomphal ouvrant sur le chœur, ce qui n'est pas du meilleur effet. Tous les entraits sont placés à équidistance, mais ils ne correspondent pas aux limites entre les travées. À vrai dire, en l'absence de tout élément de scansion horizontal, la notion de travée ne saura pas s'appliquer à la nef de Ponchon. On peut seulement retenir le nombre de quatre ouvertures du côté sud, à savoir une porte dans la troisième travée, et des grandes fenêtres dans les autres travées.
Les deux premières baies sont en plein cintre, et datent de la période classique, et la dernière est en tiers-point, et date de la période flamboyante, comme l'indique la modénature du pourtour. Elle se compose d'une large gorge et d'une fine moulure concave, à l'intérieur tout comme à l'extérieur. Les baies romanes étaient également au nombre de quatre du côté sud. Elles étaient à simple ébrasement, comme à l'accoutumée avant le XIIe siècle, et très petites. Au moins l'archivolte ou l'un des deux piédroits de chacune des baies romanes est encore visible à l'extérieur, car elles n'occupaient pas tout à fait le même emplacement que les fenêtres actuelles. En haut du mur occidental, le pignon est ajouré d'un oculus sans remplage. Le mur latéral nord aurait toujours été dépourvu de fenêtres. On y voit seulement une niche murale en plein cintre de très faible profondeur, près du chœur. Cette niche ne descend pas jusqu'au sol. S'il s'agit peut-être d'un ancien enfeu ou de l'ébrasement d'un ancien portail vers le parc du château, il a dû être bouché dès le XVIe siècle, car tout le fond de la niche est couverte d'une peinture murale de cette époque. Elle représenterait la trahison de Judas. À gauche, l'on identifie Ponce Pilate, et à gauche, Caïphe, les deux étant désignés par des légendes de part et d'autre de leurs têtes. Le personnage au milieu a été effacé. La scène se déroule dans un édifice évoquant une église à trois vaisseaux, dont le chevet plat est éclairé par trois baies aux réseaux flamboyants. Les chapiteaux des deux colonnes centrales sont ornés de godrons, et indiquent la Renaissance. Il y a une autre niche entre celle signalée et l'entrée du chœur, qui semble avoir été ménagée au XIXe siècle pour accueillir le poêle qu'on y voit toujours.
Le principal intérêt de la nef ne réside pas dans son architecture, mais dans ses peintures monumentales du début du XIVe siècle, qui recouvraient initialement la totalité des murs. Elles sont encore complètes sur les trois quarts de leur longueur au nord, jusqu'à la niche déjà signalée, et sur presque les deux tiers de leur surface au revers de la façade. Au sud, elles sont interrompues par la première fenêtre, et ont complètement disparu à l'est de la deuxième fenêtre jusqu'à la chaire à prêcher. Ici, une courte section subsiste au-dessus de la chaire, et à l'est de la dernière fenêtre, mais l'état de conservation est moindre. Mais partout, les parties basses des murs jusqu'à près de deux mètres du sol ont perdu toute trace de peintures murales en raison d'une reprise en sous-œuvre, à une époque que l'existence des peintures était encore ignorée, et que l'édifice ne bénéficiait pas d'une protection au titre des monuments historiques. Les murs ont ici été cimentés, et ne peuvent actuellement même pas être repeintes pour ne pas suggérer une décoration authentique. Aussi regrettable que soit cette réparation maladroite, elle n'a pas porté atteinte aux fresques, qui ne commencent qu'à près de trois mètres du sol. Il convient en effet de distinguer entre les fresques représentant des épisodes de l'histoire biblique sous la forme d'une frise continue ; les croix de consécration ; et la polychromie architecturale. Celle-ci a recours à l'ocre jaune et rouge, plus ou moins délayés pour obtenir jusqu'à trois nuances différentes, et au lait de chaux blanc. Elle se compose de trois éléments, à savoir trois frises horizontales non figuratives, un décor en faux-appareil, et des frises au-dessus des ouvertures.
Toutes les fenêtres ayant été refaites du côté sud, ce dernier type de frise ne subsiste qu'au-dessus du portail occidental et d'une baie aujourd'hui bouché en haut du portail, et affiche des maigres feuilles polylobées déchiquetées, bien connues des chapiteaux du XIVe siècle. Au-dessus de l'ancienne baie, la frise recouvre une décoration plus ancienne composée de mouchetures, visible encore à gauche. En complément, des têtes en profil sont représentées à côté des impostes, l'une regardant vers la gauche, l'autre vers la droite. Les frises horizontales courent en dessous et au dessus des fresques de l'histoire biblique, et en haut du mur occidental. Puisque les dernières assises des murs gouttereaux ont également été refaites, on peut supposer que cette frise existait également au nord et au sud. Les motifs de ces frises sont des rinceaux de feuilles déchiquetées ; une ligne brisée entre deux fois deux lignes horizontales, et inscrivant des groupes de trois feuilles de houx ; et des feuilles déchiquetées comme au-dessus des ouvertures du mur occidental, entre deux lignes horizontales. Les croix de consécration se superposent en partie à cette dernière frise, sans que l'on puisse établir lequel des éléments soit plus ancien. Ce sont des croix latins inscrits dans un double cercle, et agrémentées de petites croix dans les angles, ainsi que de fleurettes. Quant au décor en faux-appareil, il est constitué de joints simulés par des lignes doubles en ocre marron sur fond blanc, sur les soubassements et au revers du pignon, et de lignes blanches sur fond jaune. Sur le revers du pignon, une fleurette peinte à main levée au milieu de chaque compartiment complète le dispositif. Partout, l'état de conservation est bon. Il est rare dans la région de trouver une polychromie architecturale médiévale encore intacte sur des surfaces murales aussi importantes, en dehors des voûtes. Le plus souvent, l'on ne trouve que quelques fragments ou échantillons, qui ne permettent souvent pas de reconstituer le programme décoratif dans son ensemble. Plus exceptionnelles encore sont les fresques figuratives. Tout ce qui est habituellement conservé en ce domaine sont des figures d'Apôtres en lien avec les croix de consécration, et les symboles du Tétramorphe ou les instruments de la Passion sur les voûtains.
Les fresques illustrant des épisodes de l'histoire biblique prennent une forme particulière au-dessus du portail occidental (au centre et à droite), où l'on voit une muraille crénelée reposant sur des arcatures. Des têtes s'inscrivent dans les intervalles, et des têtes ou des personnages en buste dans les arcatures. Sinon, ces fresques ont environ 1,50 m de hauteur, et les personnages pratiquement autant. Généralement, ils sont figurés de profil, ou aux trois quarts de profil, à l'exception de Jésus. Ils se succèdent à brefs intervalles, ou parfois sans intervalle, et se superposent parfois, mais ne sont disposés que sur un seul plan, et il n'y a pas d'effets de perspective. Des arbres fortement stylisés, composés seulement d'une tige et d'une ou deux grosses feuilles en forme de cœur inversé, s'interposent parfois entre deux personnages. Aucun procédé ornemental ne sépare les scènes les unes des autres. On distingue la fin d'une scène, et le début d'une autre, grâce aux personnages se tournant le dos aux intersections. Leurs silhouettes sont toujours effilées et fluides. Le degré de stylisation est assez important en raison du choix de l'artiste de suggérer les formes essentiellement par des zones de teintes différentes, et rarement par des traits, et en raison du registre chromatique restreint, qui ne fait appel qu'à une demi-douzaine de nuances. Ainsi, les visages ne sont pas travaillés, et seulement définis par leurs contours et la touffe de cheveux qui les entoure. Les sujets sont les suivants, en commençant à l'est, sur le mur sud : la Visitation de la Vierge Marie ; deux soldats casqués et armés en tant que vestiges d'un massacre des Innocents ; la Présentation de Jésus au Temple ; le roi Hérode Antipas avec un soldat ; le miracle de Théophile, diacre tenté par le diable, représenté trois fois, dont une fois enlacé par un énorme monstre (le diable), et une fois agenouillé face à la Vierge Marie qui lui remet les Saintes Écritures et le sauve. Ensuite, sur le mur nord, l'on voit, en commençant à l'ouest : la création d'Ève qui sort de la cote d'Adam ; la Tentation ; Adam et Ève chassés du Paradis ; Adam bêchant et Ève filant la quenouille ; Abraham faisant face à une autre personne (Dieu le Père ?) ; le baiser de Judas ; le Christ de douleur ; la Flagellation du Christ ; le Portement de Croix ; la Crucifixion ; la descente de croix ; un ange (au tombeau du Christ ?),.

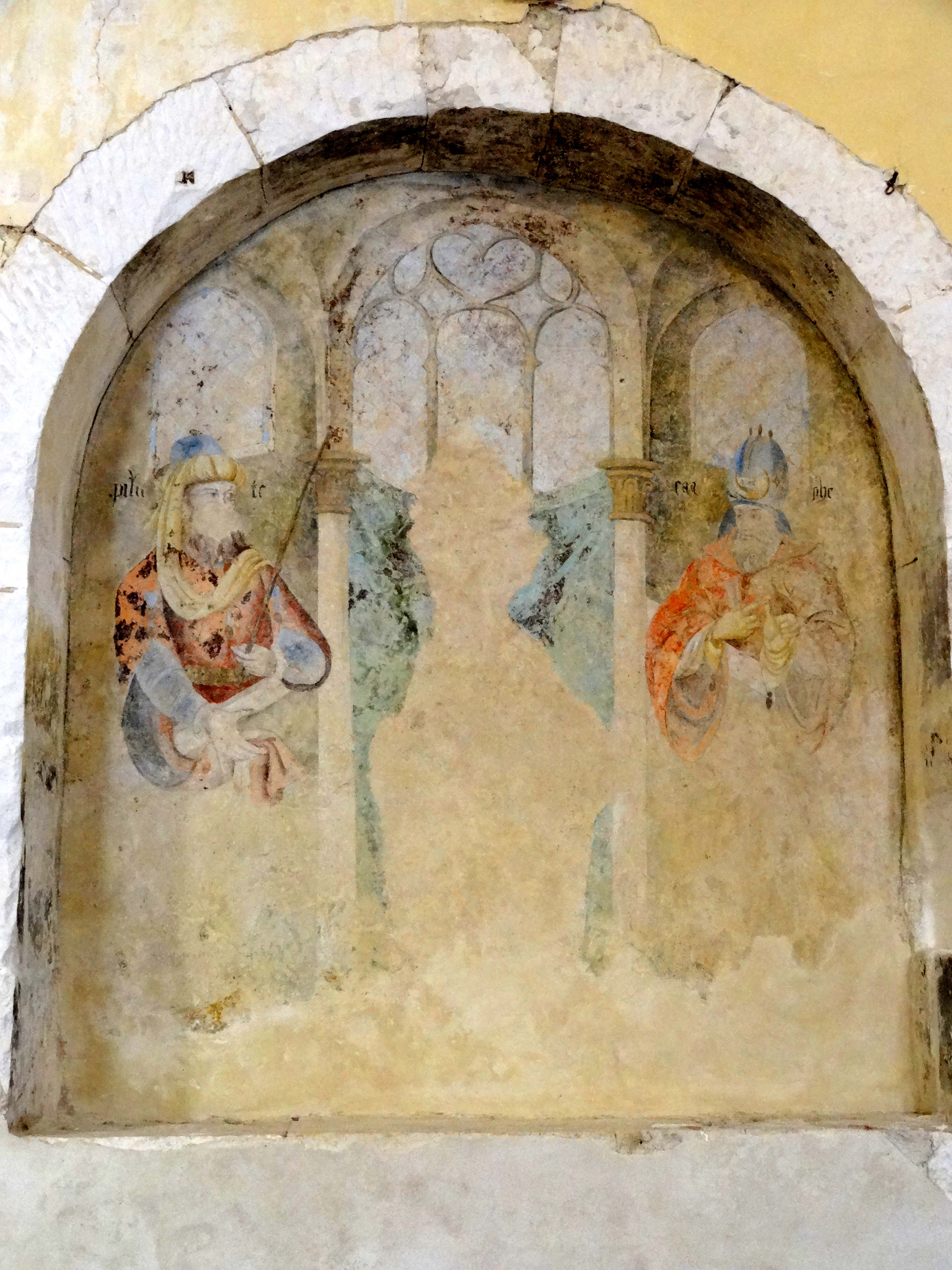
La trahison de Judas (?).
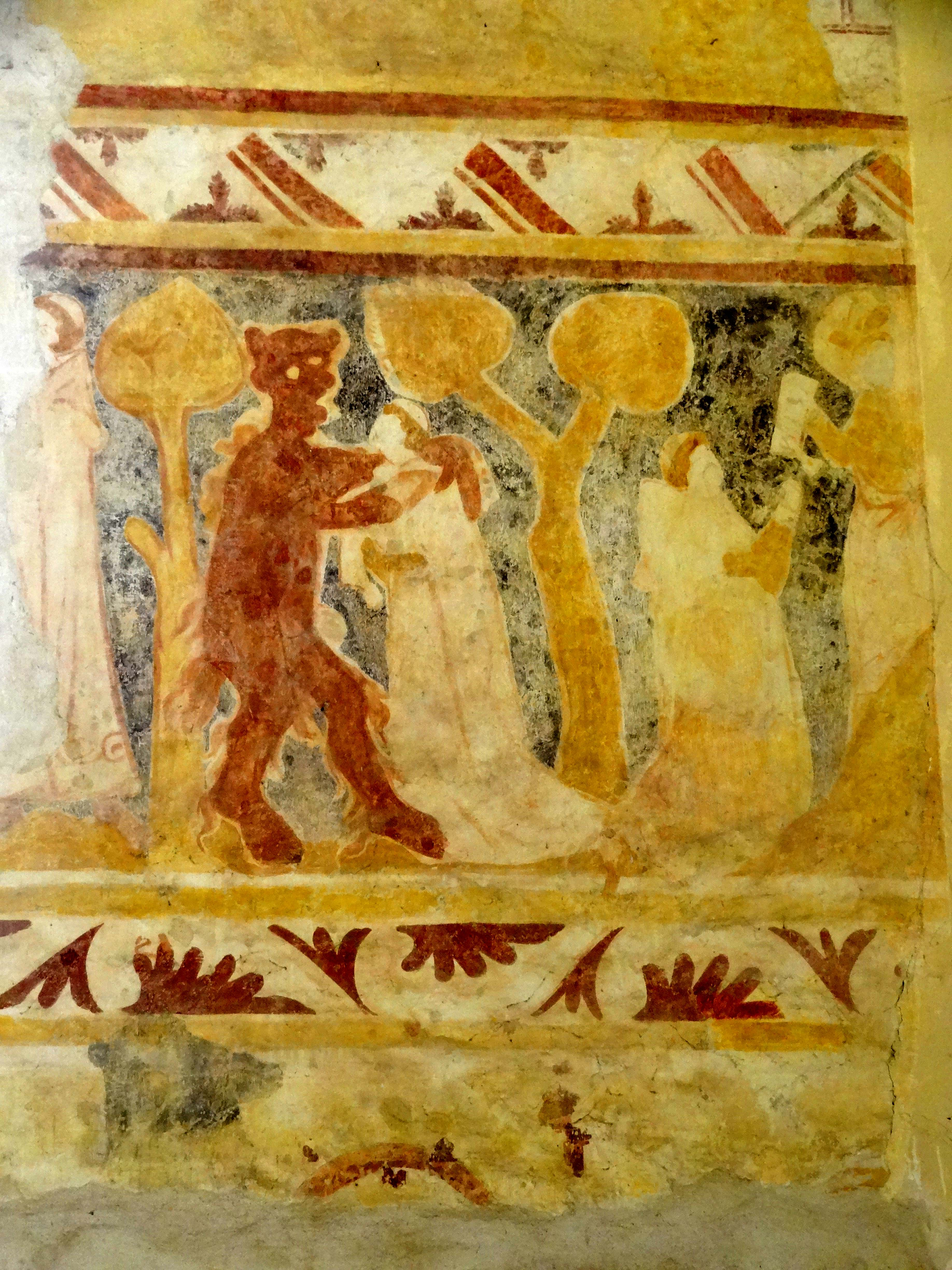
Le miracle de Théophile.
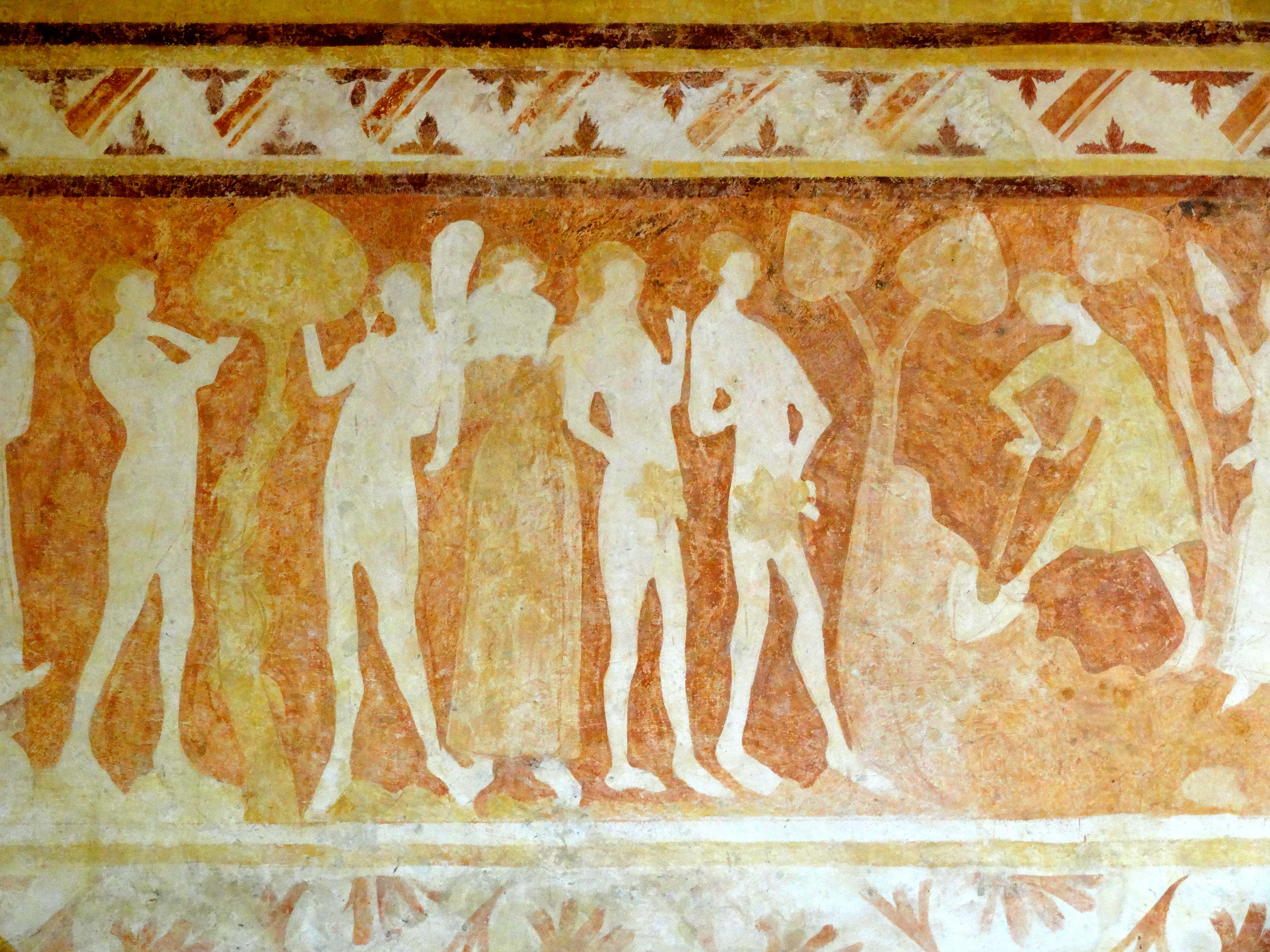
Adam et Ève.
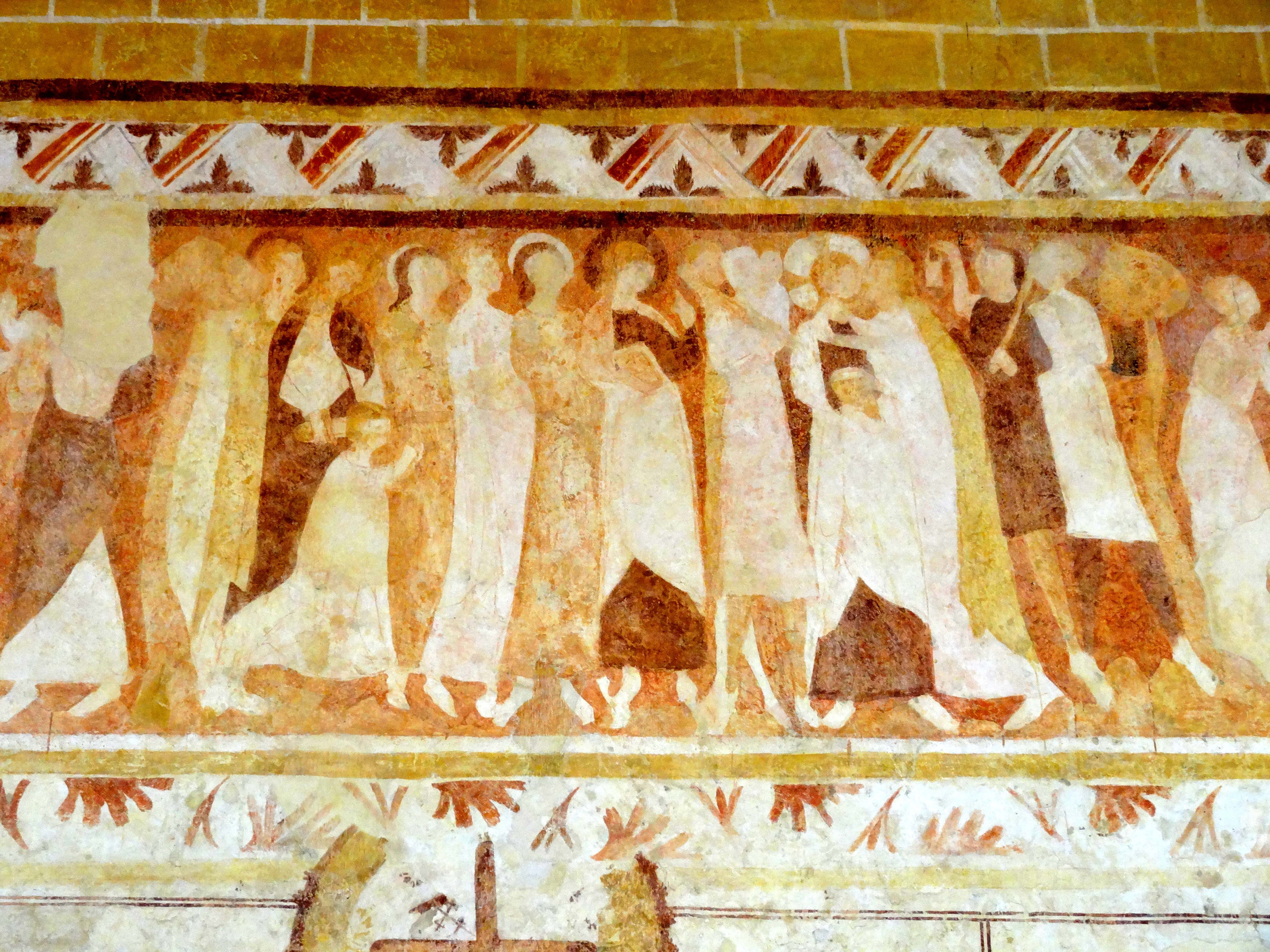
La trahison de Judas.
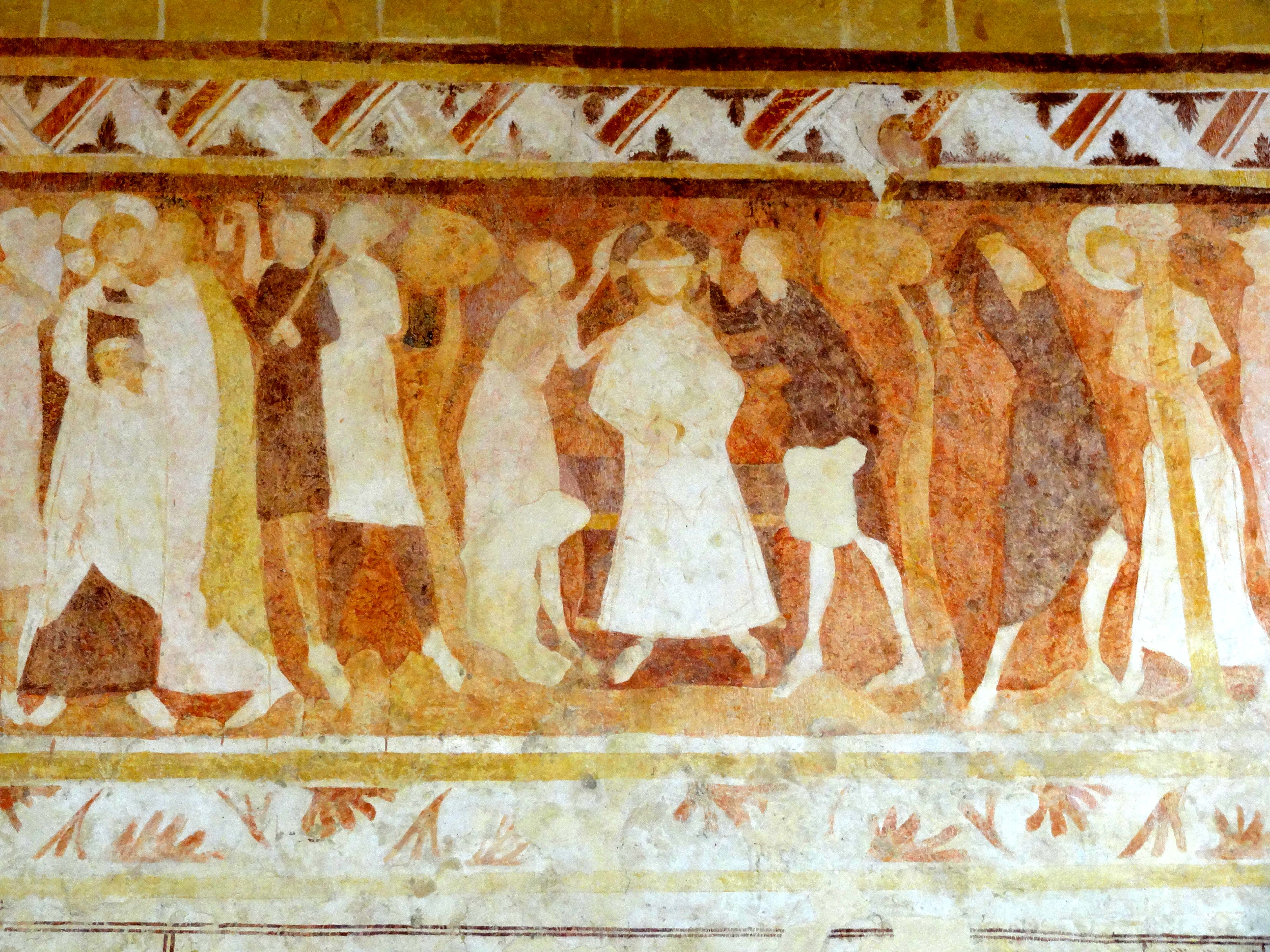
Le Christ de douleur.
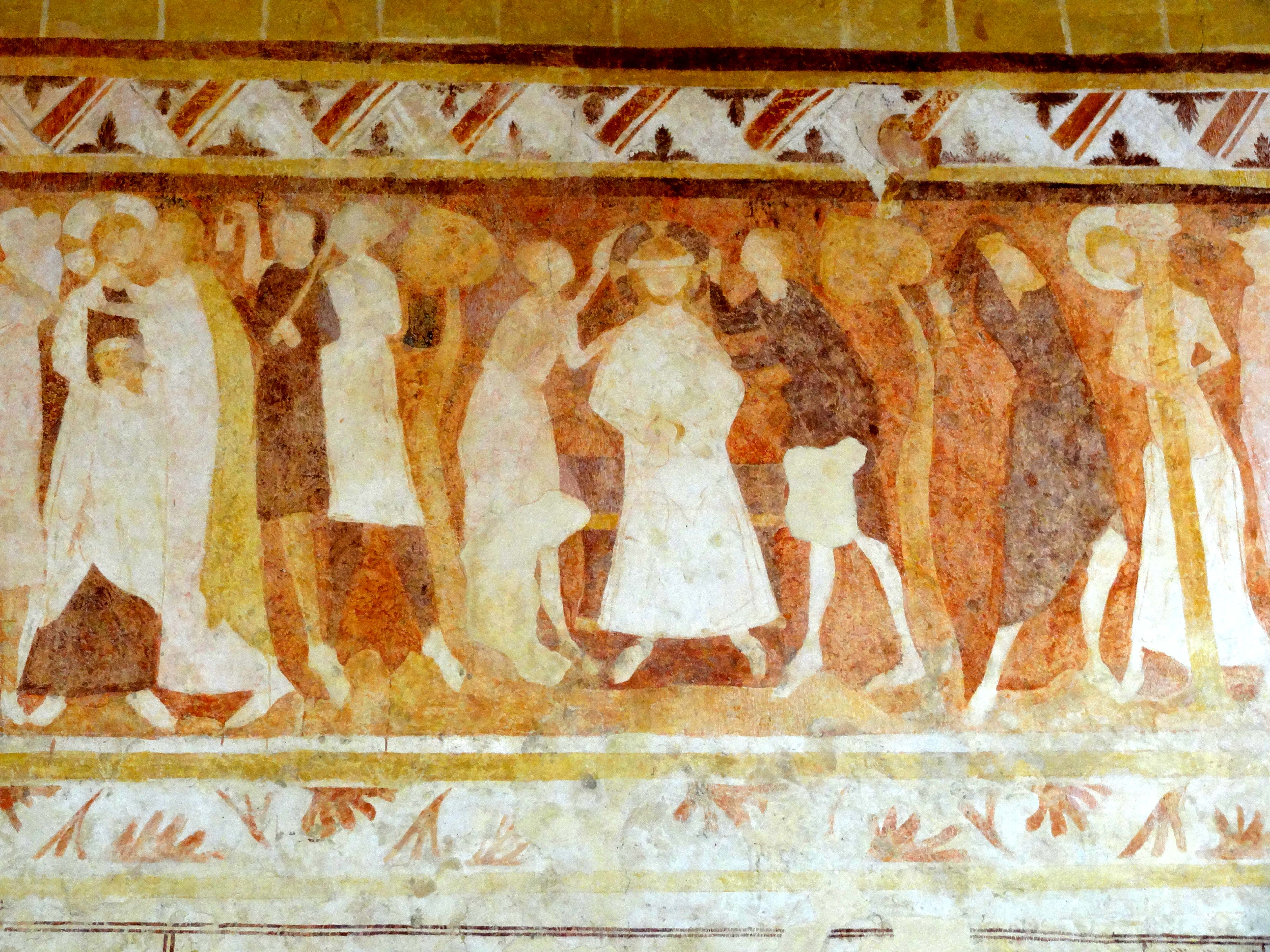
La flagellation du Christ et le Portement de croix.

#### Chœur

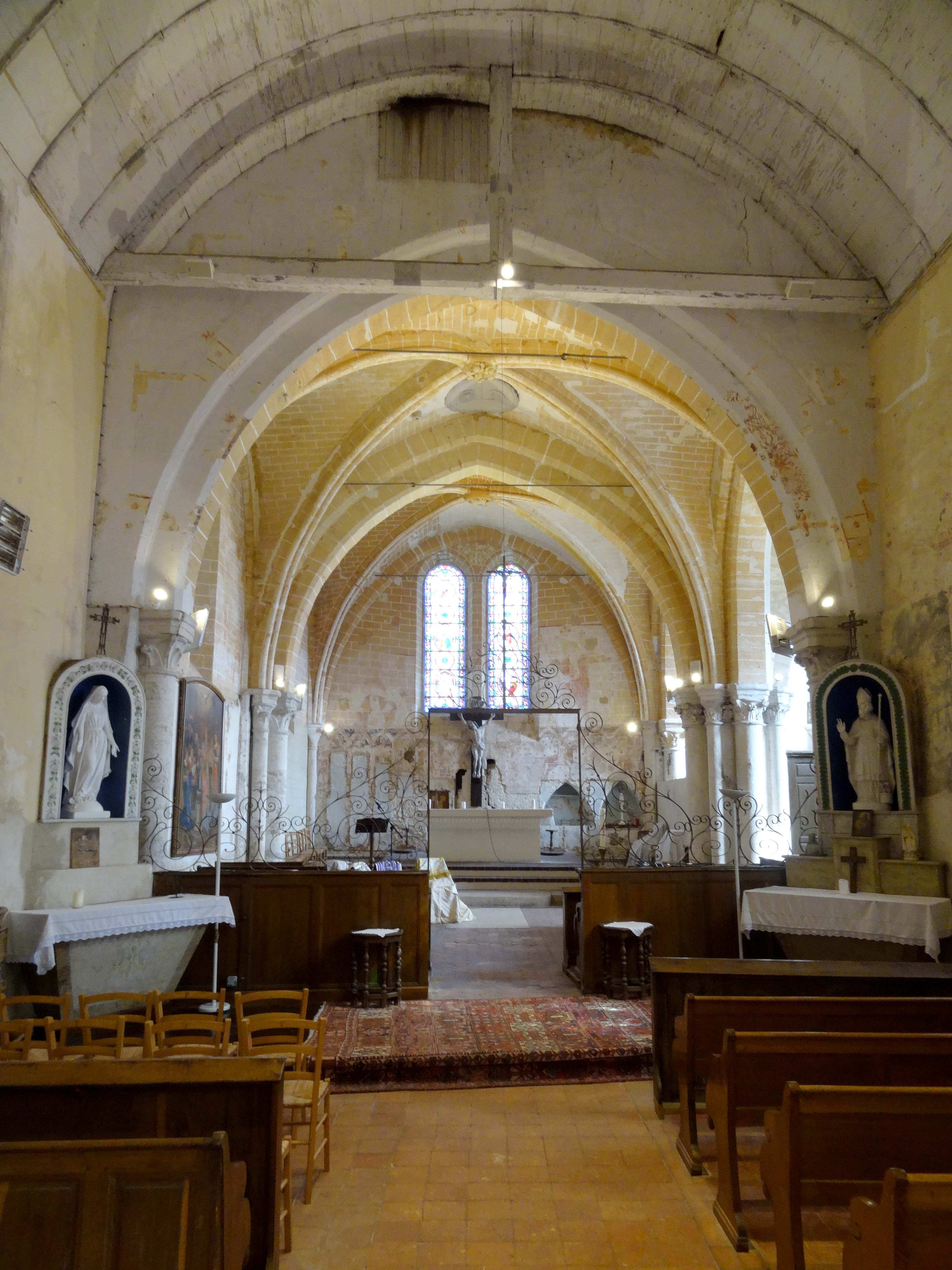
Vue depuis la nef.

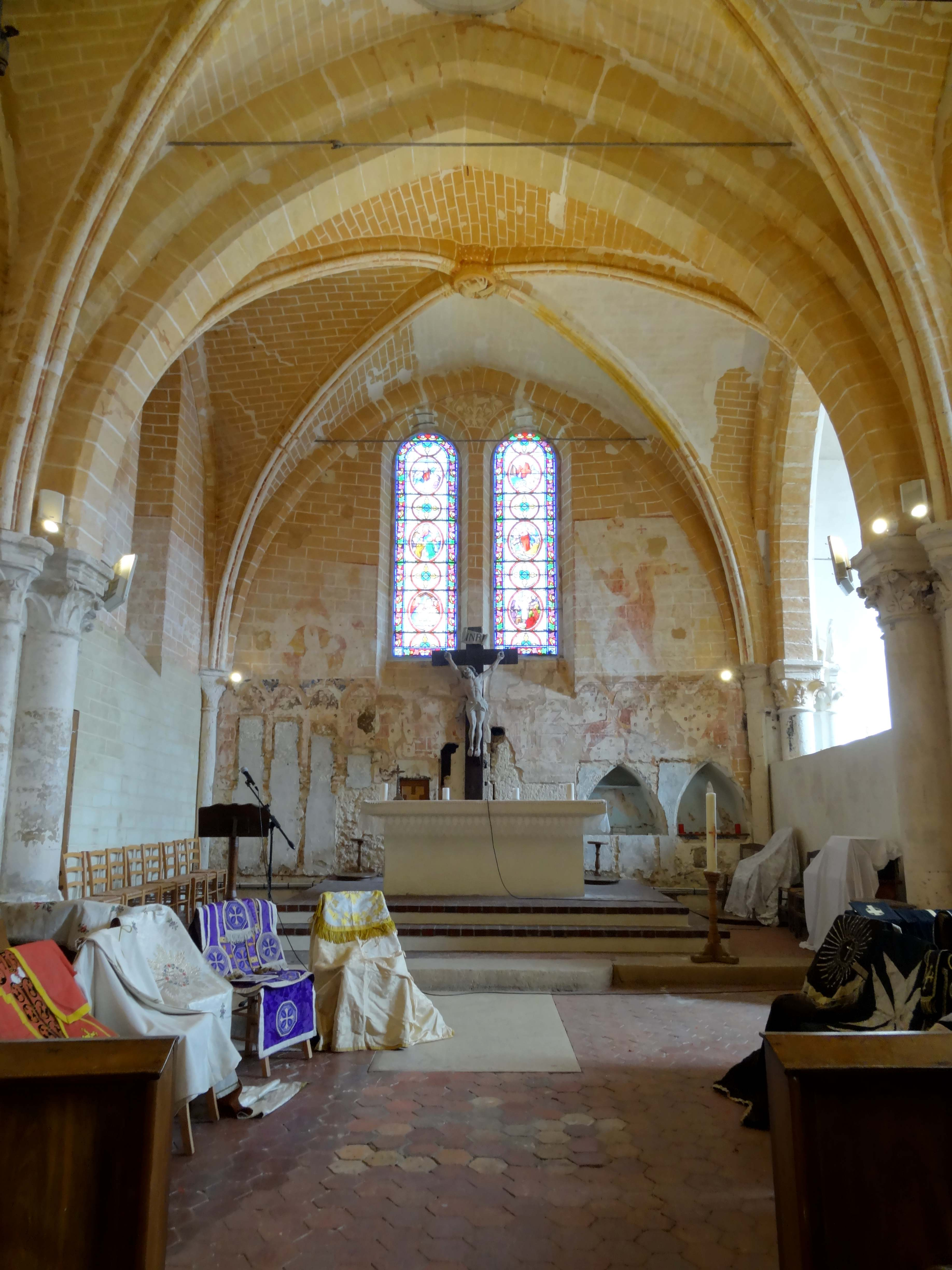
Vue vers l'est.

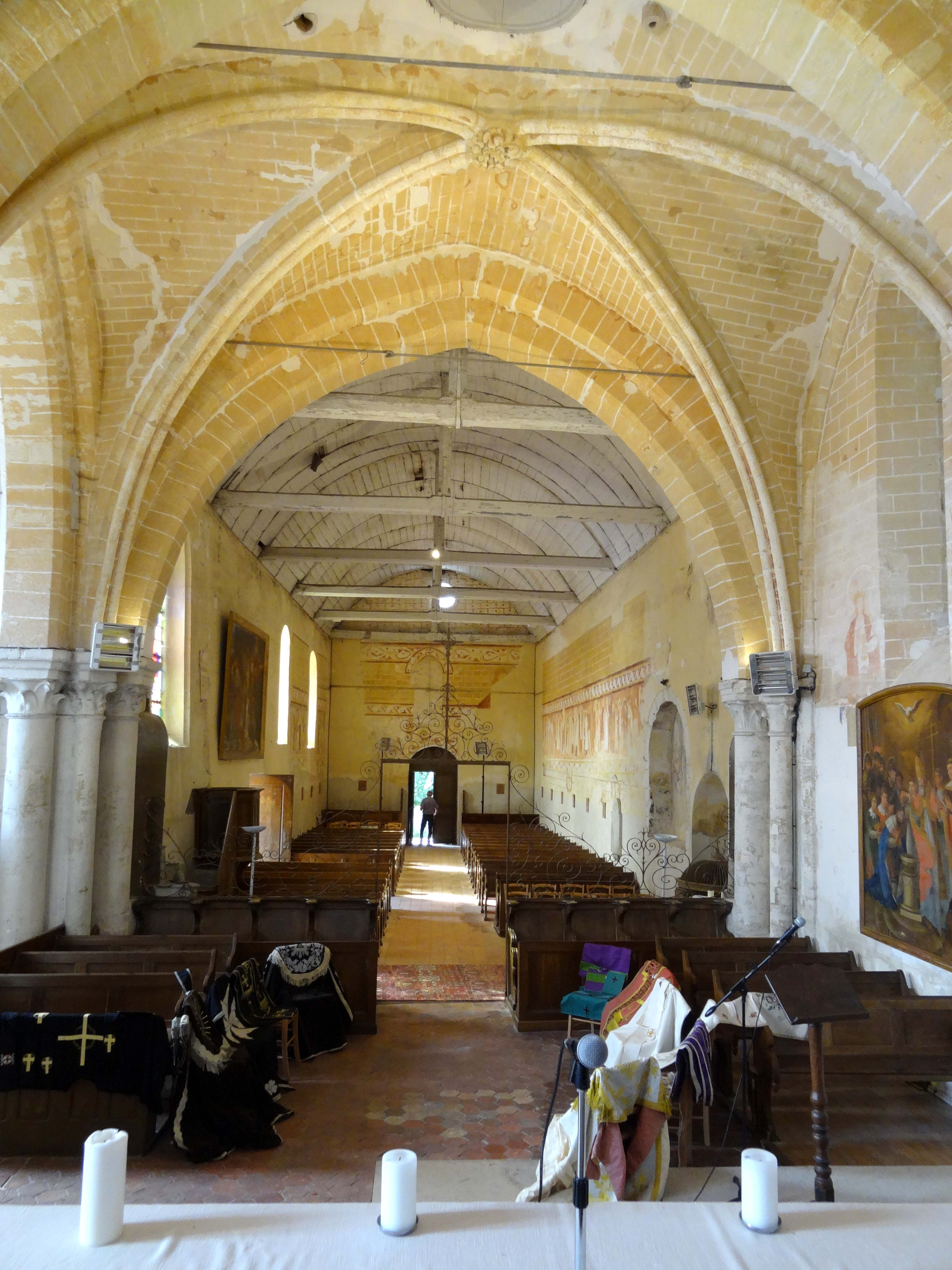
Vue vers l'ouest.

Dans le Beauvaisis, le chœur de Ponchon constitue l'un des rares exemples d'un sanctuaire faisant suite à une nef unique non voûtée qui adopte la même largeur, et atteint la même hauteur que la nef elle-même. En effet, les nefs conçues pour ne pas être voûtées ont tendance à être relativement larges, de l'ordre de sept à dix mètres, et de dépasser donc la largeur habituelle des vaisseaux voûtés d'ogives dans les églises rurales. Il y a donc généralement des pans de murs de part et d'autre de l'arc triomphal ouvrant sur le sanctuaire, qui peuvent accueillir des autels secondaires, ou être percés de passages berrichons pour établir la communication avec d'éventuels croisillons ou collatéraux. En l'occurrence, l'ampleur du volume du sanctuaire s'explique sans doute par le statut particulier de l'église de Ponchon, en tant qu'église matricielle de quatre paroisses voisines. Pour le reste, l'architecture est d'une sobre élégance et reflète tout de même une certaine économie des moyens. Les deux travées sont nettement barlongues dans le sens nord-sud. Les piliers ont la moitié de la hauteur totale sous le sommet des voûtes. Les allèges ont la même hauteur que les piliers, ce qui implique que les fenêtres s'inscrivent entièrement sous les lunettes des voûtes. Elles sont pourtant de proportions élancées, ce qui vient de leur étroitesse. Au nord, ce sont des lancettes simples en arc brisé profondément ébrasées. Au chevet, ce sont deux lancettes géminées en plein cintre, qui s'inscrivent, à l'extérieur, sous un arc de décharge commun. C'est une alternative au triplet, plus répandu. D'autres exemples de cette disposition sont les fenêtres hautes des nefs de Clermont et Saint-Leu-d'Esserent ; le croisillon nord de Belloy-en-France ; le transept de Mello (fenêtres hautes) ; les chevets d'Ableiges, Courcelles-sur-Viosne, Livilliers et Méry-sur-Oise ; ou le chœur-halle de Villers-Saint-Paul. Une double piscine est ménagée dans l'épaisseur du mur du chevet, à droite. Au sud, il n'y a pas de fenêtre, puisque l'élévation méridionale du chœur se compose exclusivement des deux arcs-doubleaux ouvrant sur le collatéral ou chapelle latérale. Les murs sont décorés en faux-appareil, mais des peintures murales s'y superposent au nord de la première travée et au chevet. De part et d'autre des fenêtres, l'on voit des saints ou des Apôtres, mais aucun n'a pu être identifié. L'allège du chevet est détérioré par l'arrachement d'une série d'arcatures plaquées néo-gothiques. On y reconnaît toutefois saint Georges sur sa monture.
L'arc triomphal, le doubleau intermédiaire du chœur à l'intersection des travées et les deux doubleaux vers le collatéral sont de conception analogue. Ils sont à deux rangs de claveaux chanfreinés, et donc dépourvus de toute mouluration, ce qui est rare au XIIIe siècle. Même à la deuxième moitié du XIIe siècle, au moins l'un des deux rangs de claveaux est généralement mouluré, et les deux le sont parfois dès la fin de la période romane. En cohérence avec ce parti austère, les arcs formerets ne sont pas non plus moulurés. Les ogives accusent, quant à elles, une fine arête entre deux tores, qui sont placés devant un bandeau saillant. C'est une déclinaison du profil le plus répandu sous la première période gothique. Les clés de voûte sont délicatement sculptées. La première arbore une rosace de feuilles grasses, et la deuxième, un disque devant lequel se profile l'agneau mystique, auréolé et portant un étendard. Les voûtes conservent leur polychromie architecturale. Les voûtains sont notamment peints en ocre jaune, avec des faux joints en blanc, et les ogives sont peintes en blanc, sauf l'arête centrale qui est rehaussée en rouge et ornées de traits et points près du sommet de la voûte. Le voûtain occidental de la première voûte a été percé d'un trou de cloches, qui est fermé par un trappe sculptée du soleil et de la lune, les deux ayant des visages humains. Assez particulière est la forme des supports, qui ont été badigeonnés de blanc. Il y a des fortes colonnettes pour un quart engagées dans les murs ou piliers, et des fines colonnettes adossées à des dosserets ou aux angles des piliers. Habituellement, seulement les fortes colonnettes sont adossées aux dosserets et les fines colonnettes sont logées dans des angles rentrants. En l'occurrence, seulement la colonnette unique dans l'angle nord-est est dans ce cas. De larges dosserets existent donc au nord de l'arc triomphal et au nord du doubleau intermédiaire ; des piliers engagés dans les angles sud-ouest et sud-est ; et un seul pilier libre au sud du doubleau intermédiaire. Les rouleaux supérieurs des doubleaux ainsi que les formerets se partagent les colonnettes avec les ogives. L'on ne relève donc que huit colonnettes pour le pilier libre, ce qui confère à l'architecture du chœur une certaine légèreté, en alliance avec l'ampleur de son volume. Les tailloirs sont tous carrés à angles abattus et moulurés un peu sèchement d'une plate-bande, d'un cavet entre deux étroits biseaux et d'une autre plate-bande en retrait. Les corbeilles des chapiteaux sont de plan circulaire. Elles sont sculptées de feuilles striées aux extrémités enroulées en crochets, ainsi que de feuilles de nénuphar et de feuilles polylobées, qui se superposent parfois aux feuilles striées, ou prennent leur place au milieu des faces. Un petit nombre de chapiteaux est sculpté de feuilles polylobées exclusivement. Sur le pilier libre, la sculpture se continue sur les intervalles entre deux chapiteaux. Partout, les astragales, qui accusent une forme aigüe doublement chanfreinée, forment une moulure continue qui établit le lien entre les chapiteaux voisins. La sculpture est de belle facture et évite la monotonie. Les bases d'origine se sont malheureusement perdues.

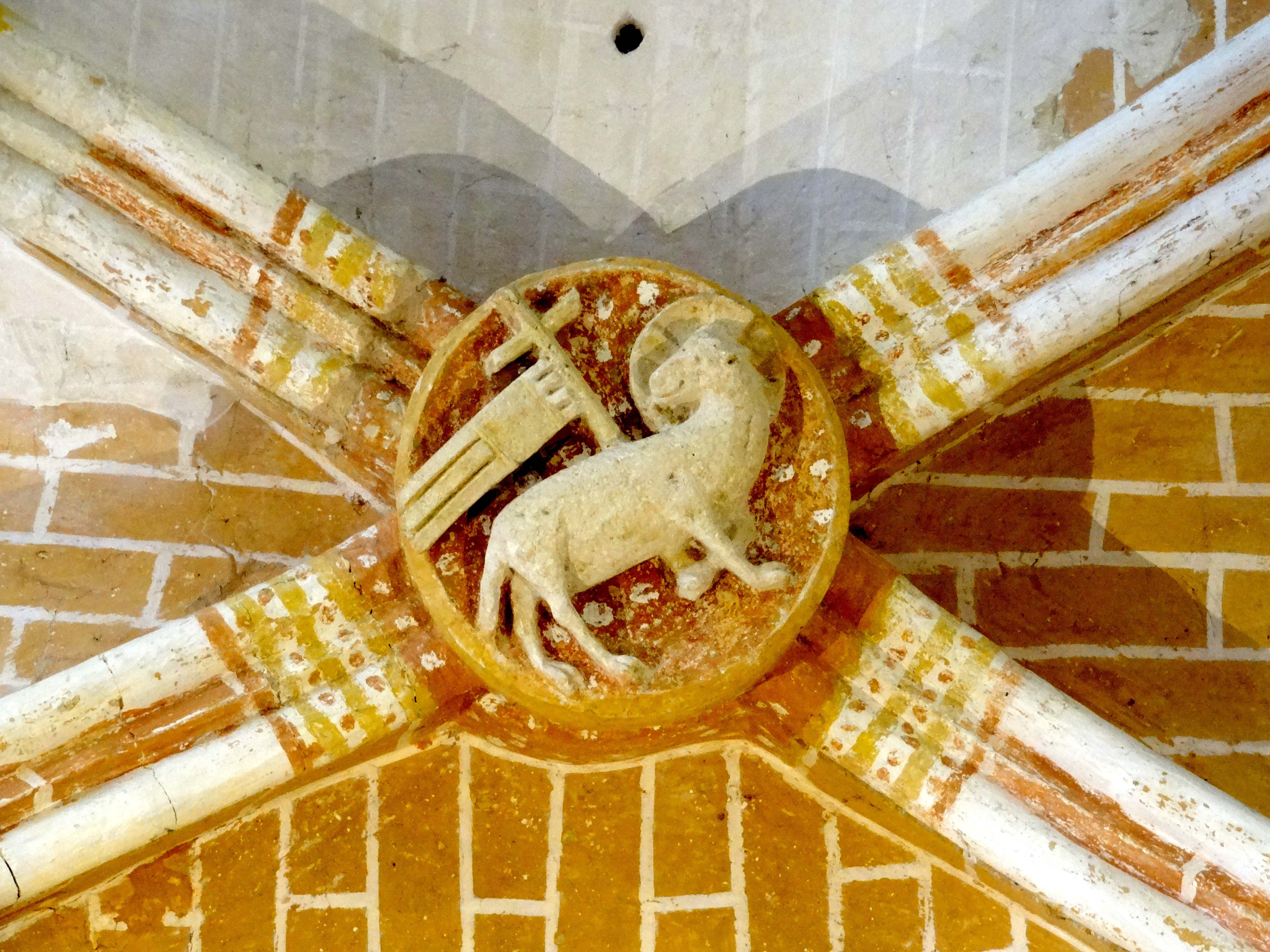
2e travée, clé de voûte.
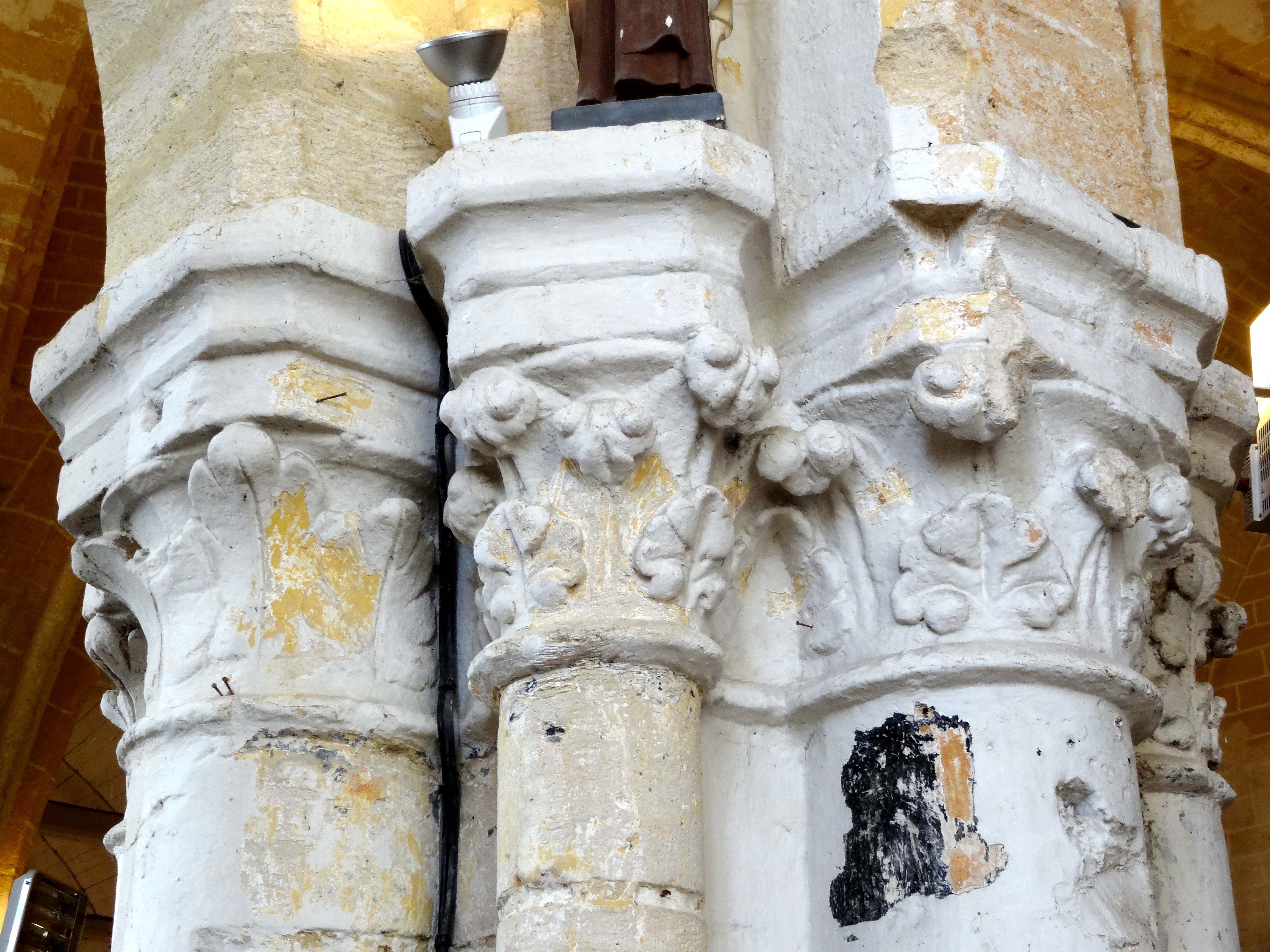
Chapiteaux du pilier libre.
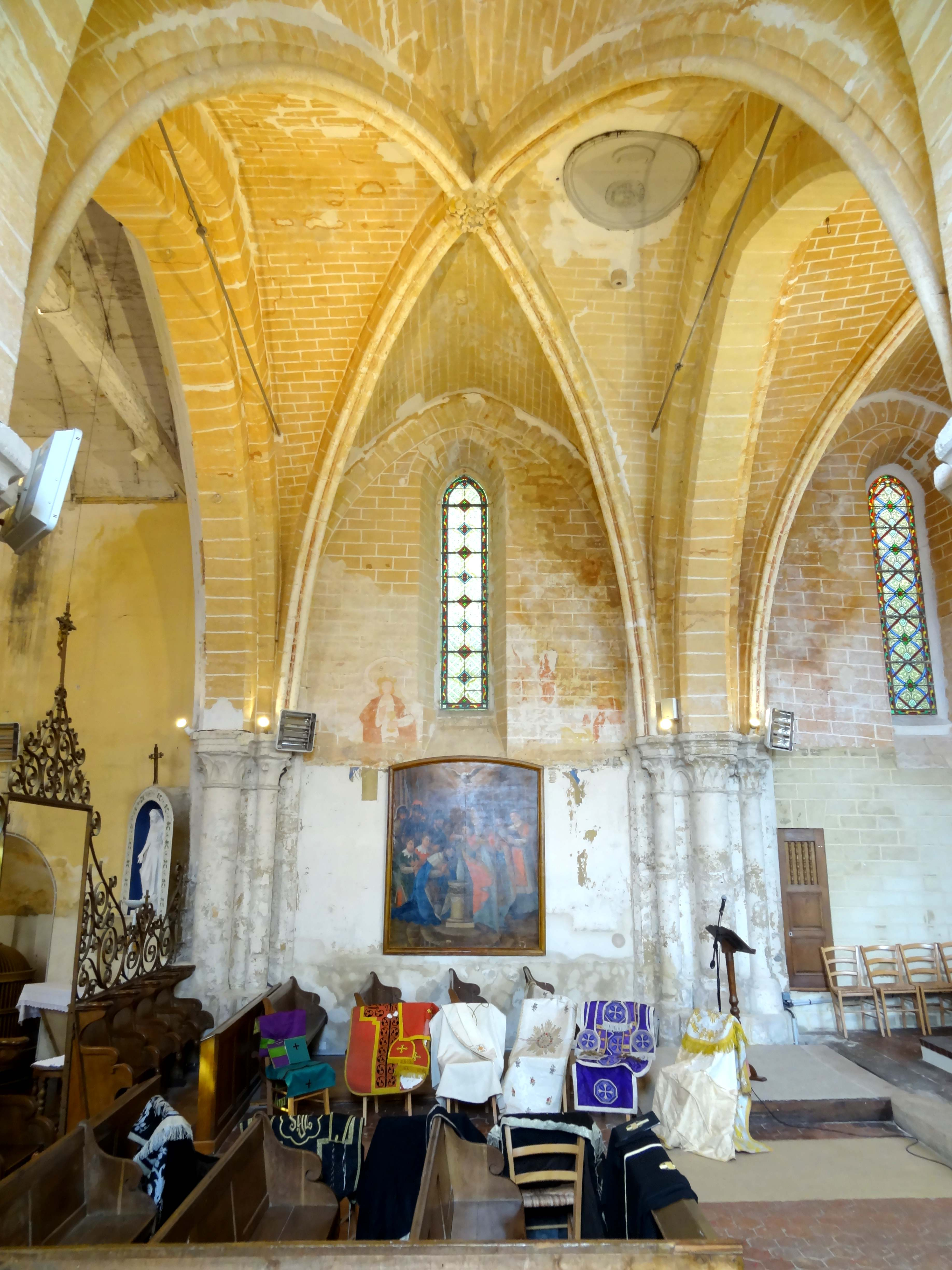
1re travée, vue vers le sud.
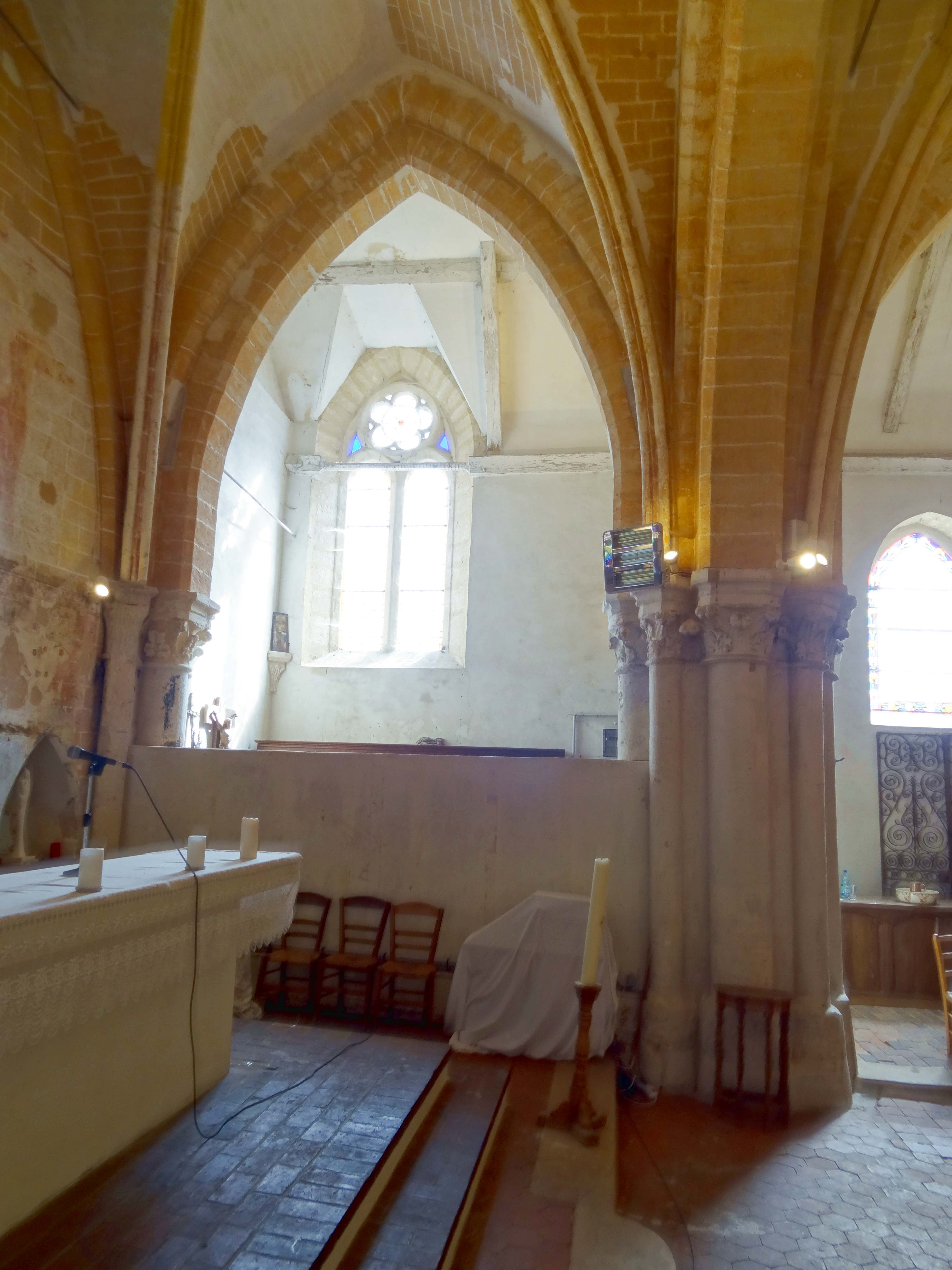
2e travée, vue vers le sud.
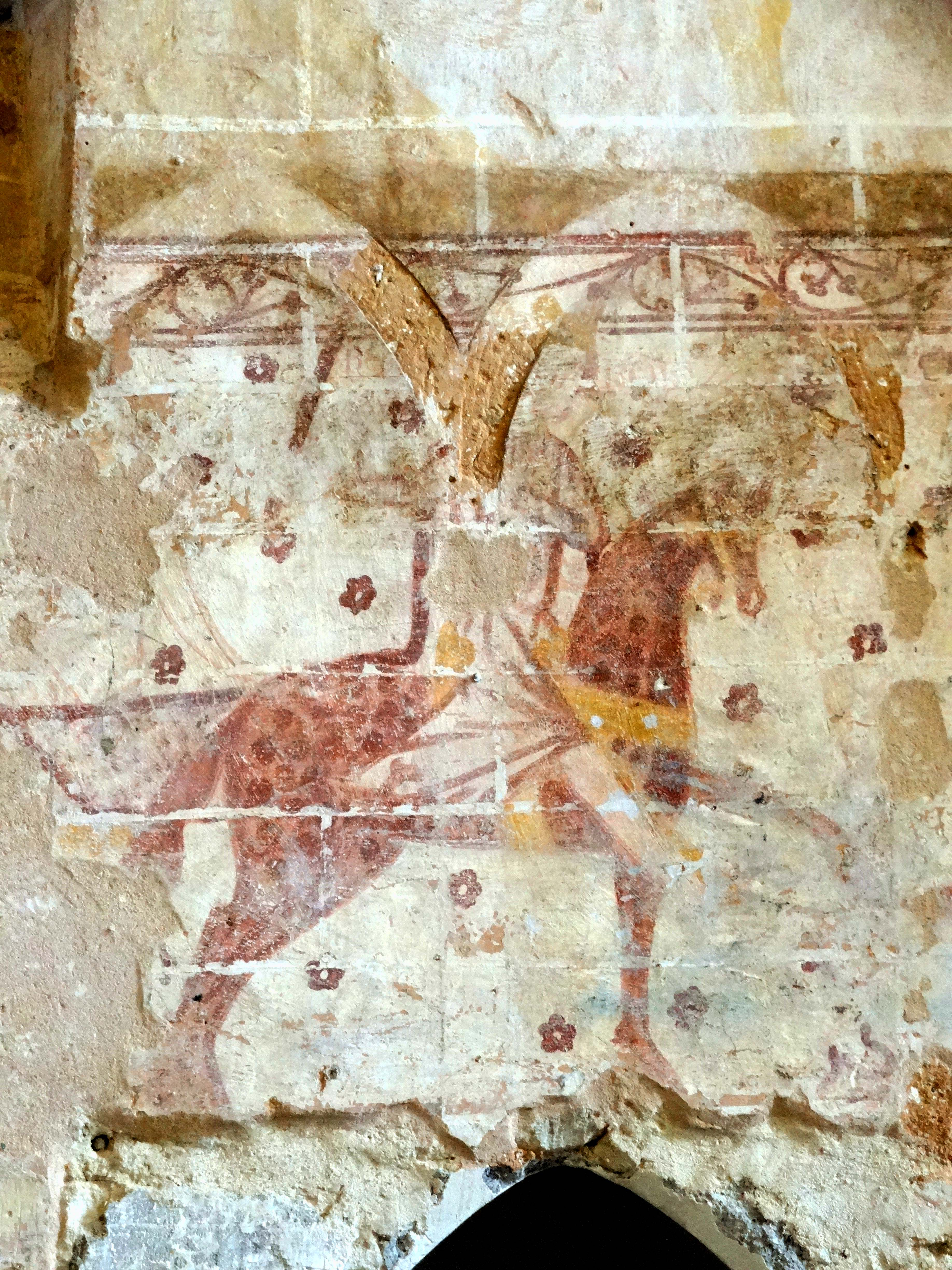
Peinture murale - saint Georges.
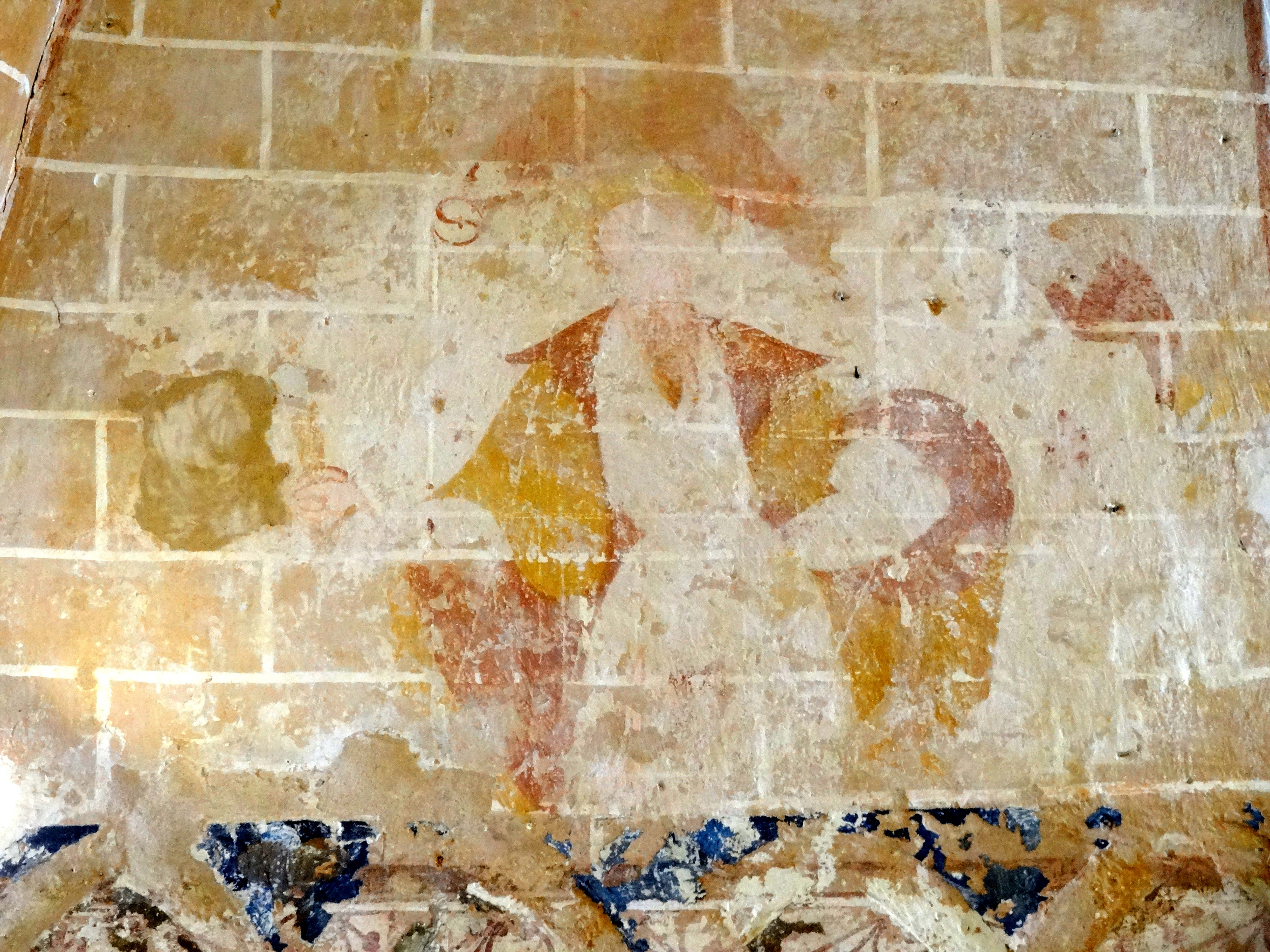
Peinture murale à gauche du chevet.

#### Chapelle latérale

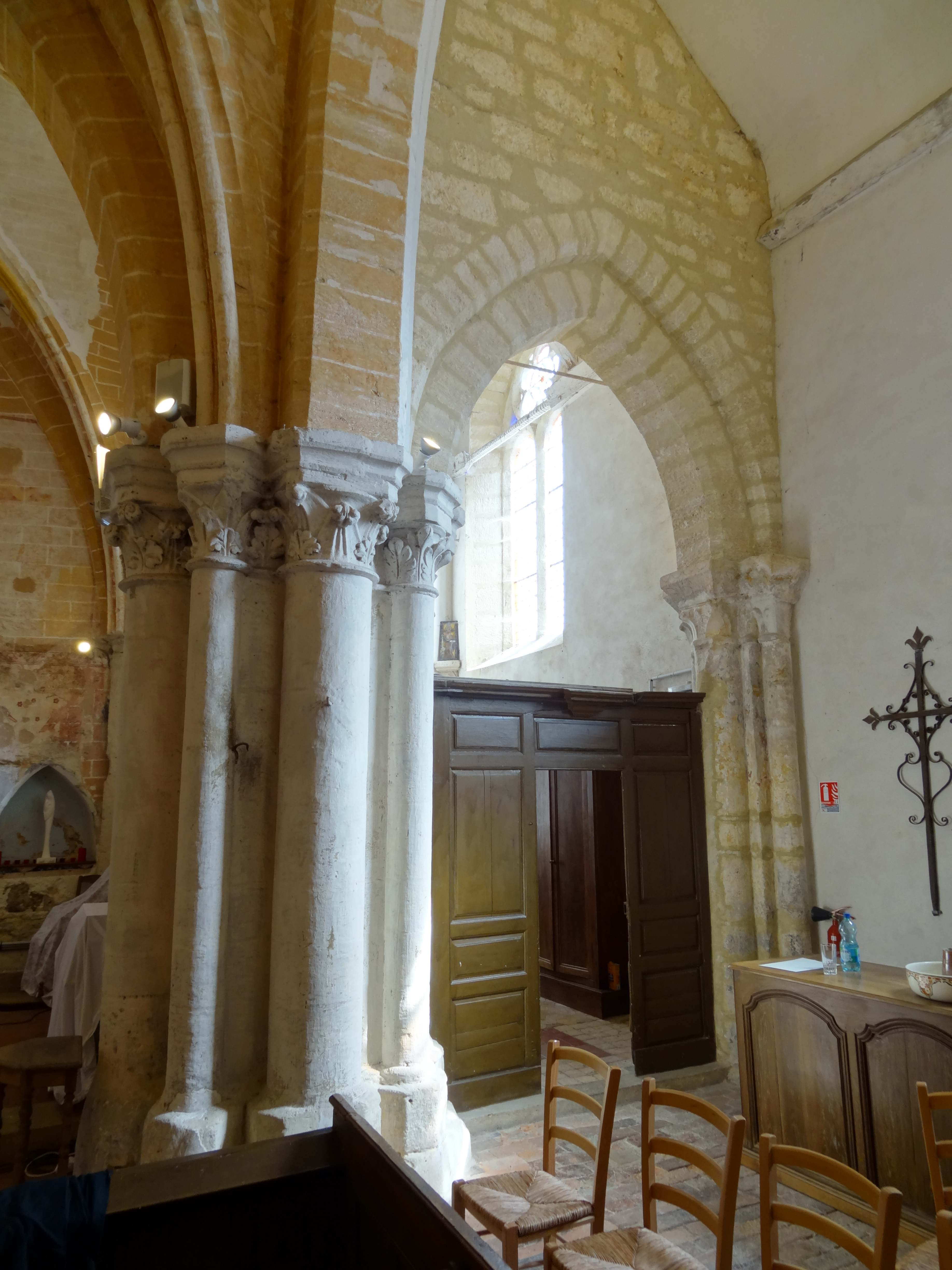
1re travée, vue sur le doubleau intermédiaire.

La chapelle latérale ou collatéral est une construction disparate et inachevée, qui possède des fenêtres d'au moins trois époques différentes, dont deux bouchées, et des chapiteaux d'au moins deux époques différentes, sans pour autant jamais avoir été voûtée depuis qu'elle a reçu son plan actuel à deux travées, lors de la construction du chœur gothique. En effet, le mur gouttereau sud est beaucoup trop bas pour permettre un voûtement, et la deuxième fenêtre du sud forme lucarne dans sa partie supérieure, comme dans le bas-côté de Rocquemont. Au nord, le collatéral a pourtant la même hauteur que le chœur, ce qui résulte en un plafond en pente continue. Le vaisseau est également assez étroit. Il est subdivisé en deux travées par un arc-doubleau du même type que dans le chœur, mais moins élevé en raison de son étroitesse, ce qui résulte en l'impossibilité de le voûter d'ogives : beaucoup trop importante est la différence de hauteur avec les doubleaux donnant sur le vaisseau central. Pourtant, l'on a placé des chapiteaux en attente dans les angles sud-ouest et sud-est, ce qui prouve que le voûtement était bel et bien envisagé. On a l'impression que le projet était mal réfléchi, et qu'on l'abandonna avant la fin du chantier, puisqu'il n'y a de formerets nulle part. Ainsi, le pilier isolé au sud du chœur constitue en même temps l'élément le plus remarquable de la chapelle.
La motivation du projet du voûtement était certainement le souci de cohérence avec le chœur, mais aussi le voûtement du collatéral qui existait antérieurement, et qui ne put être maintenu en raison de son nombre de trois travées, incompatible avec la largeur du nouveau chœur qui ne pouvait se raccorder au sud à des arcades aussi étroites que devaient être celles de l'ancien collatéral. La preuve de la réduction du nombre de travées est la position de la lancette bouchée du côté sud, immédiatement à droite du contrefort médian, et donc pratiquement au droit du doubleau intermédiaire. Pourtant les chapiteaux de l'ancienne chapelle sont placés correctement par rapport à la configuration de la chapelle actuelle. Ils ont donc dû être déplacés, et reçoivent désormais le doubleau intermédiaire du côté sud. On les distingue de leurs voisins des doubleaux vers le vaisseau central grâce à leurs tailloirs sous la forme de simple tablettes biseautées, et leurs feuilles d'eau, portant des crochets encore rudimentaires (à l'est du doubleau). Dans les angles sud-ouest et sud-est, on a placé des culs-de-lampe, dont seul ce dernier est sculpté. Il affiche trois feuilles simples allongées, dont les bordures sont en forme de boudin, et qui sont portées par une tige qui converge vers une grosse nervure centrale. En ce qui concerne les deux fenêtres du sud, elles ont comme point commun l'absence de mouluration du pourtour à l'intérieur. La première, qui date de la seconde moitié du XIIIe siècle, se présente ainsi à l'intérieur comme une courte et large lancette simple. La deuxième, qui date du début du XIVe siècle, possède un remplage de deux lancettes surmontées d'un cercle inscrivant un pentalobe, les écoinçons étant ajourés. Cette fenêtre se caractérise par une modénature chanfreinée, qui est fréquente à la fin de la période rayonnante. Au chevet, il y a avait, à une certaine époque, une petite baie rectangulaire, qui est encore bien visible à l'extérieur.

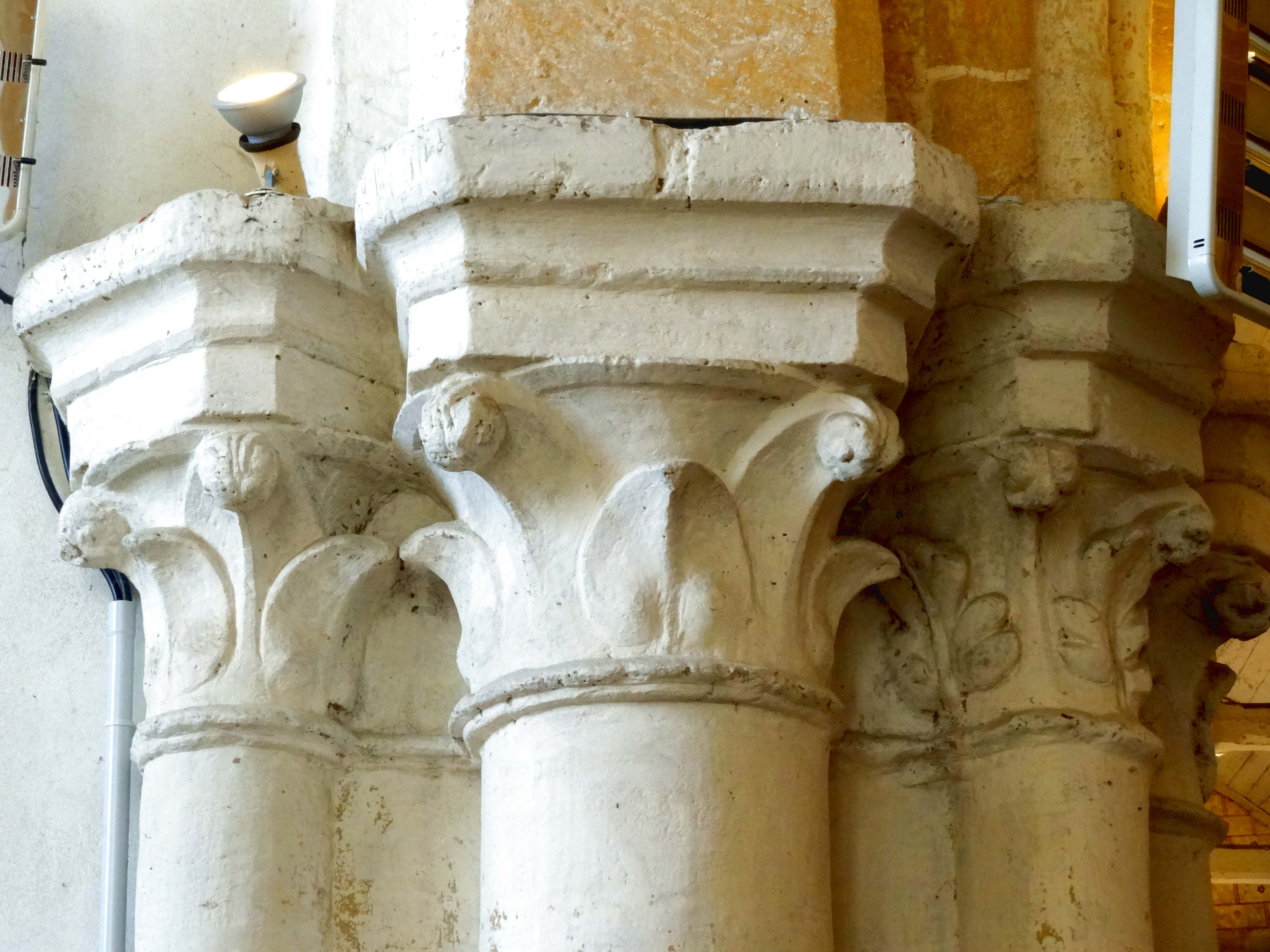
Chapiteaux du 1er doubleau, côté ouest.
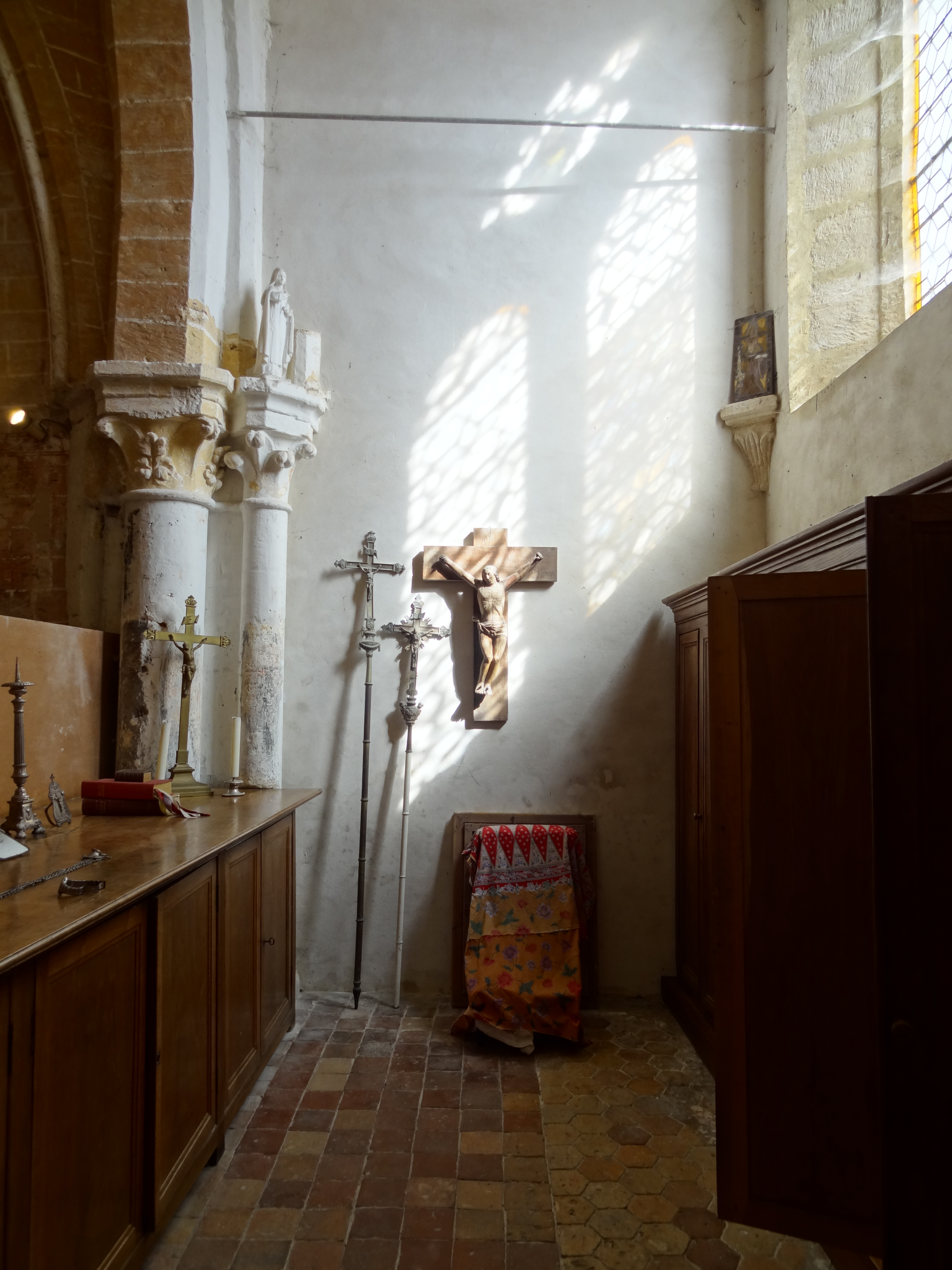
2e travée, vue vers l'est.
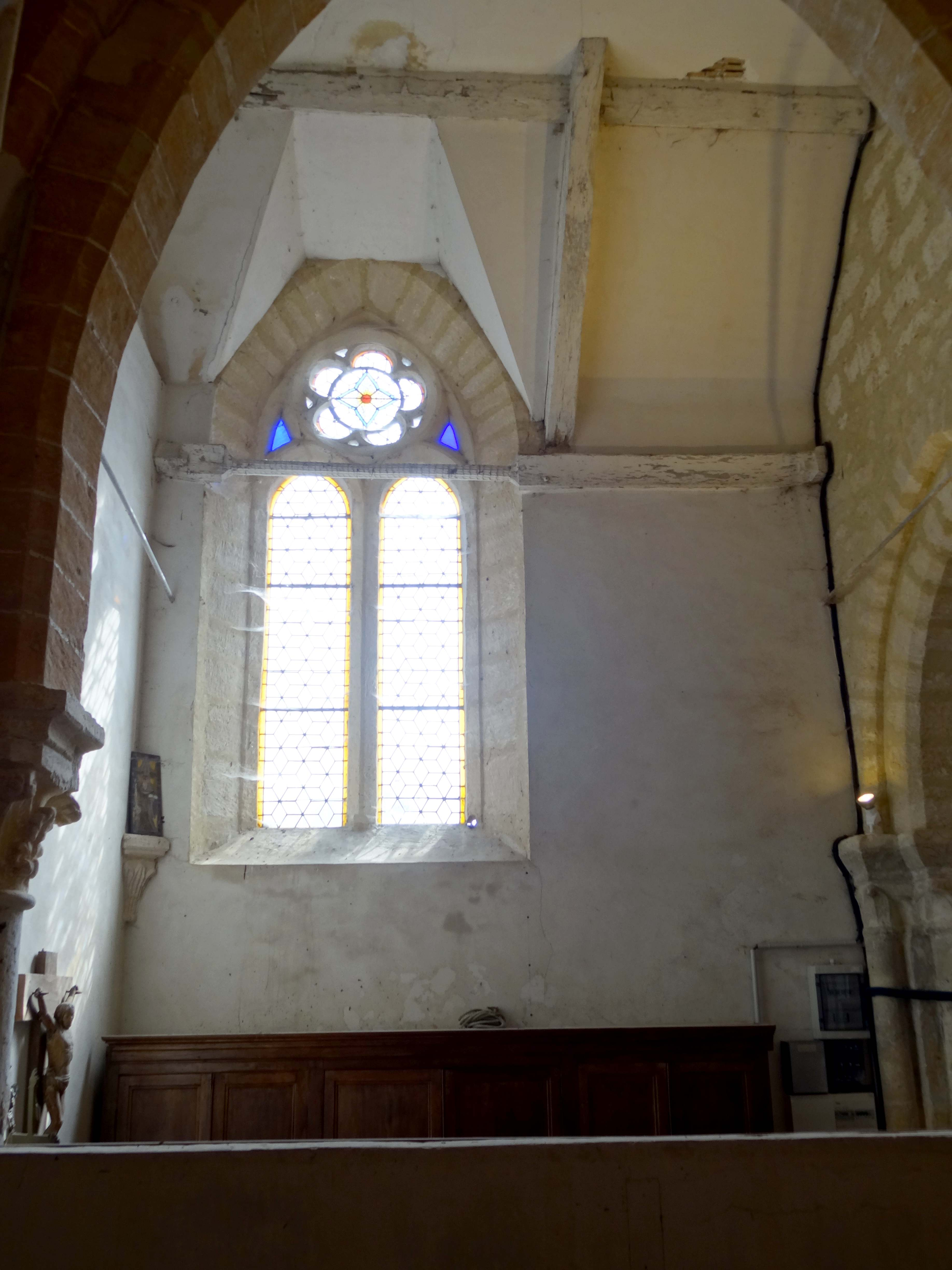
2e travée, vue vers le sud.
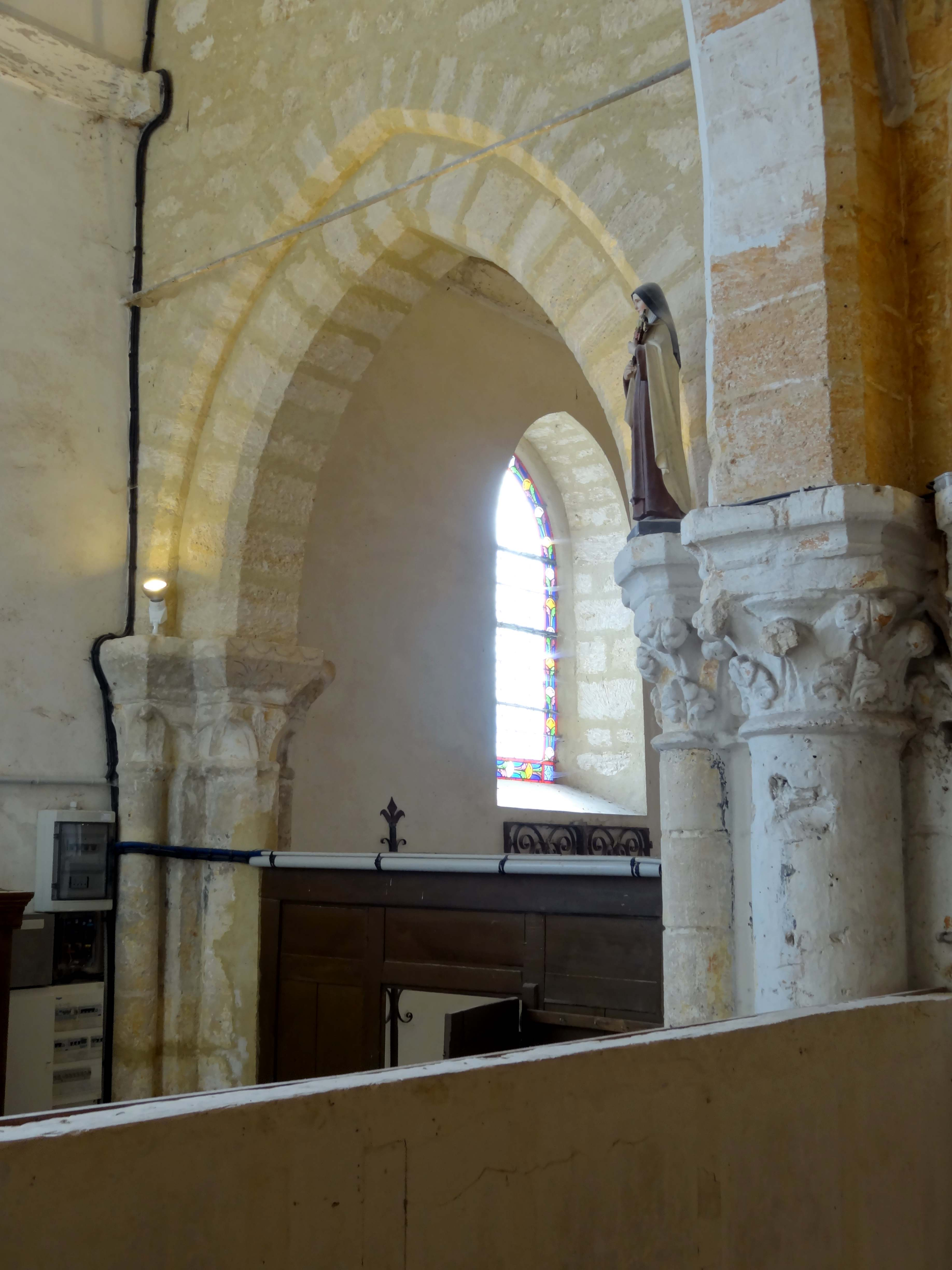
2e travée, vue sur le doubleau intermédiaire.
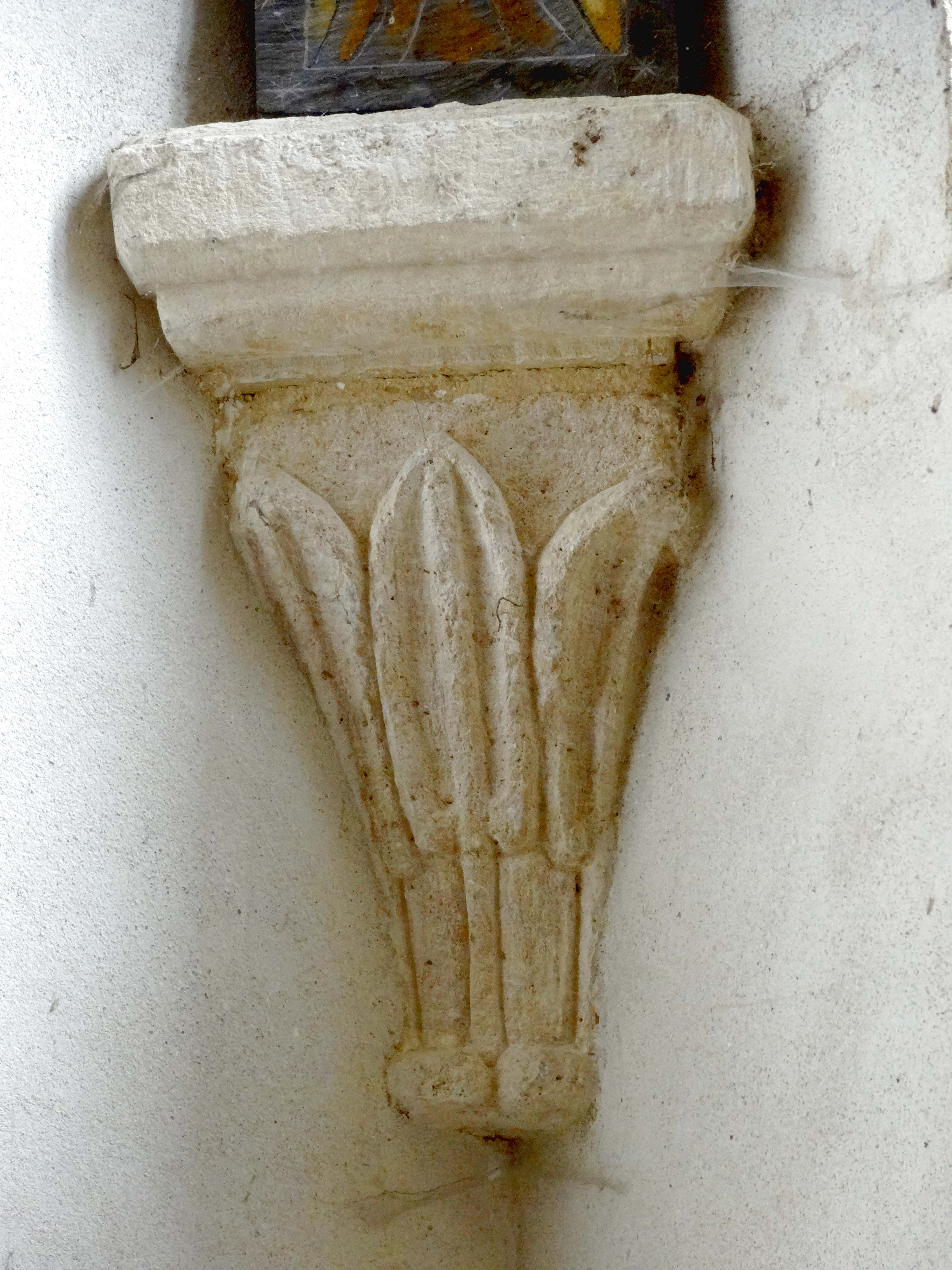
2e travée, cul-de-lampe dans l'angle sud-est.
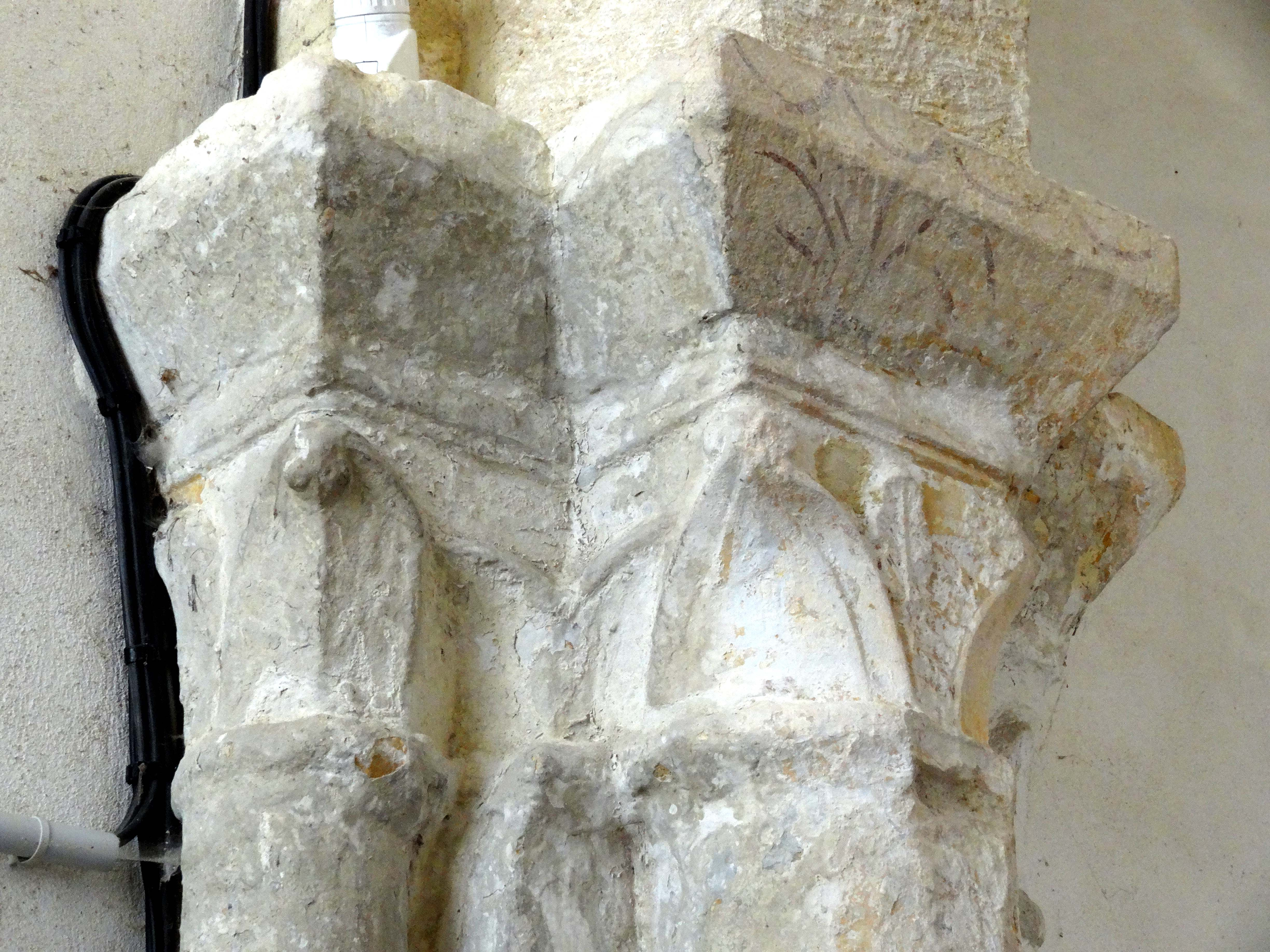
Chapiteaux du doubleau intermédiaire, côté sud.

### Extérieur

#### Nef

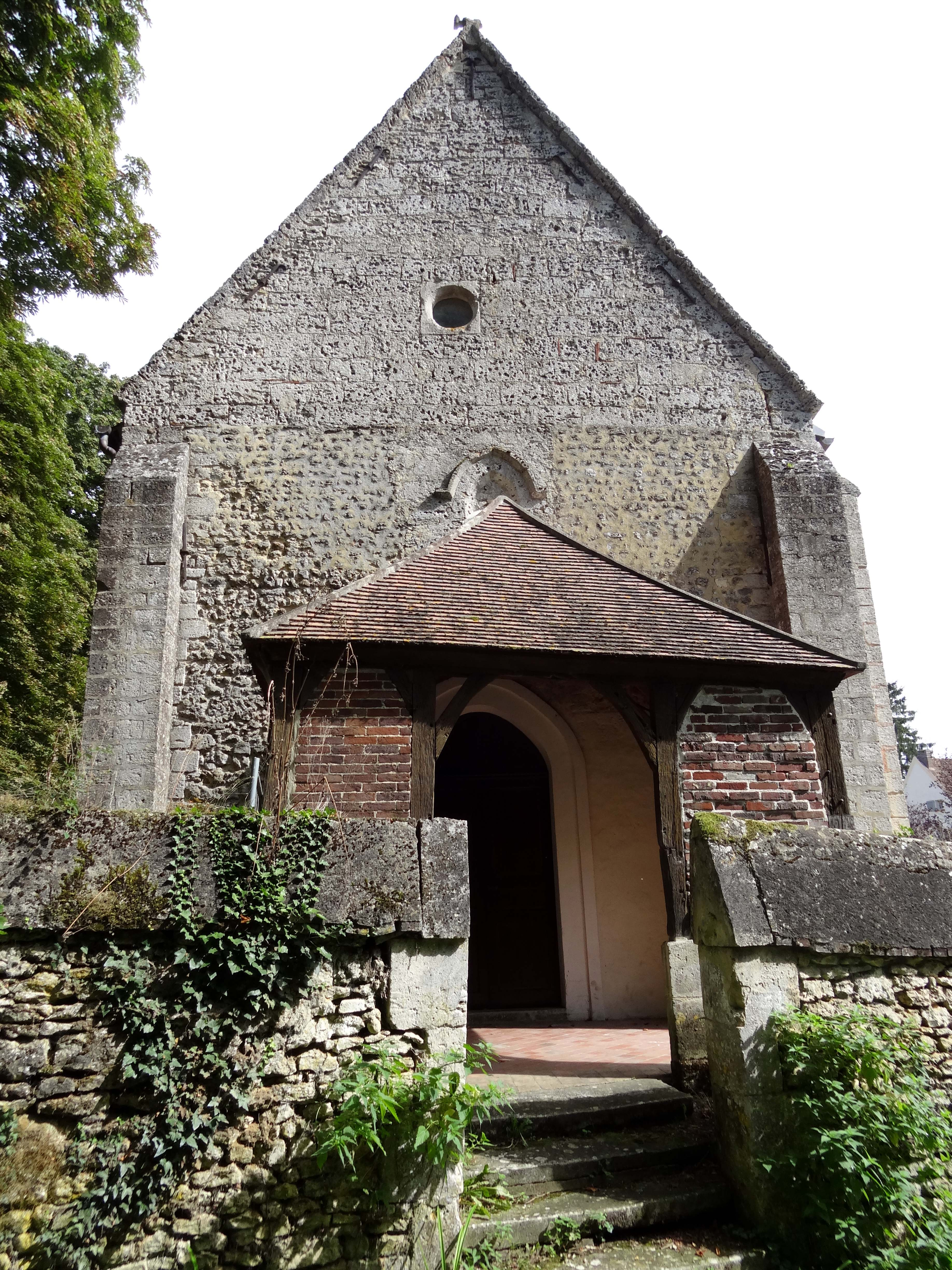
Façade occidentale.

La nef est bâtie en moellons de silex, qui sont disposés en opus spicatum sur la moitié inférieure du mur gouttereau sud notamment. La façade occidentale est épaulée par deux contreforts plats orthogonaux à chacun de ses deux angles, et le mur méridional, par un seul contrefort en son milieu. Ces contreforts sont appareillés en pierre de taille. Le pignon de la façade l'est également. Il est percé d'un oculus, qui est légèrement désaxé vers la gauche, et s'étend sur seulement deux assises. Comme particularité, il est taillé dans un bloc de pierre unique. La fenêtre haute de la nef se situe pas à l'aplomb de cet oculus. Bouchée car dissimulée sur sa moitié inférieure par la toiture du porche, elle s'avère à l'extérieur comme étant une lancette unique en arc brisé, comme on en trouve au nord du chœur. Elle est surmontée d'un bandeau doublement biseauté en forme de sourcil, qui se continue horizontalement sur une courte section au niveau des impostes. C'est l'un des ornements caractéristiques de la première période gothique, le plus basique parmi la gamme dont disposaient les maîtres d'œuvre d'alors. Il est évident que cette baie a été ménagée après coup, et dans ce contexte, tout un pan du mur a été refait en pierre de taille.
La dernière modification que connut la façade fut la réfection du portail, qui est en arc parabolique, et sans tympan. Son archivolte et ses piédroits sont enduits et délimités par un bandeau plat. Tout ceci évoque le remaniement d'un portail gothique simple. Le porche est bâti en charpente, avec un soubassement en pierre de taille. Son toit en pavillon repose sur quatre poutres à l'ouest, et deux au nord et au sud. Entre deux poutres, les compartiments de part et d'autre de l'entrée sont remplis de briques, ce qui évoque une construction à colombages. L'on retrouve les briques sur les murs gouttereaux du porche méridional, qui est recouvert d'un petit toit en bâtière et possède une façade en pierre de taille dominée par un petit pignon sommé d'une croix en antéfixe. Ses rampants sont moulurés d'un bandeau comportant au milieu un boudin, et s'amortissent par des acrotères curvilignes soutenues par des consoles. L'entrée est également en forme d'arc parabolique, et ce porche devrait donc être contemporain du remaniement du portail occidental. Plus ancien, certainement du XVIe siècle, est le portail méridional en anse de panier, sans aucune ornementation. Il pourrait être contemporain de la dernière fenêtre, la plus grande, qui est entourée d'une fine moulure concave et d'une large gorge, comme à l'intérieur, et indique clairement la période flamboyante. Comparées à cette baie, les deux premières paraissent sommaires, car leur pourtour est cimenté et non appareillé. Elles existent déjà au début des années 1840, quand écrit Louis Graves. Il est plus intéressant d'observer les traces des anciennes baies romanes, sans ébrasement extérieur, poussées tout en haut du mur. La troisième est encore presque intacte. Elle est entourée de pierres de moyen appareil, dont celles de l'archivolte sont en partie gravées d'une ligne verticale pour suggérer un nombre plus important de claveaux, comme à Balagny-sur-Thérain. On trouve le même parti au-dessus du portail en plein cintre bouché dans la dernière travée.

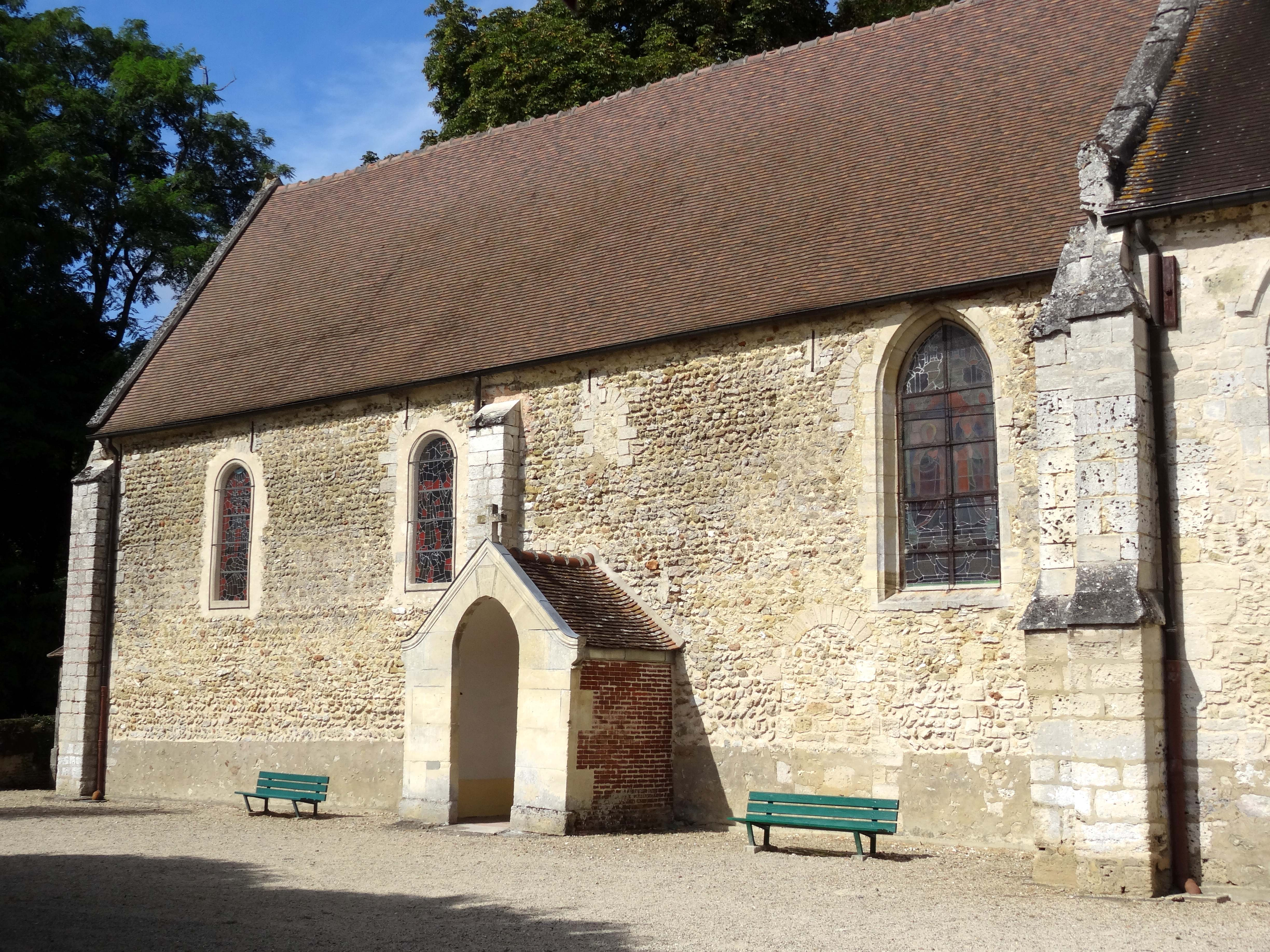
Vue depuis le sud-est.
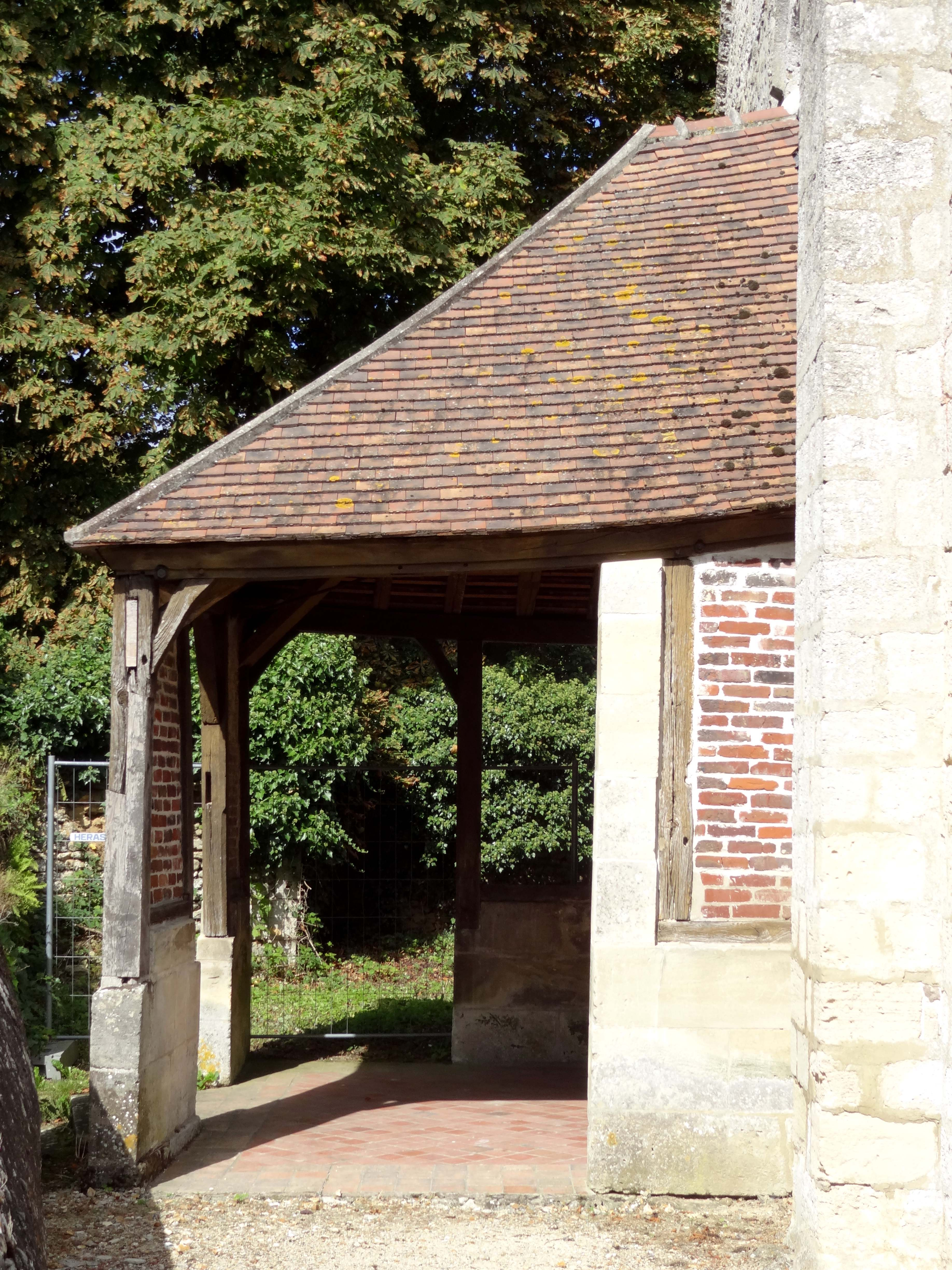
Porche occidental.
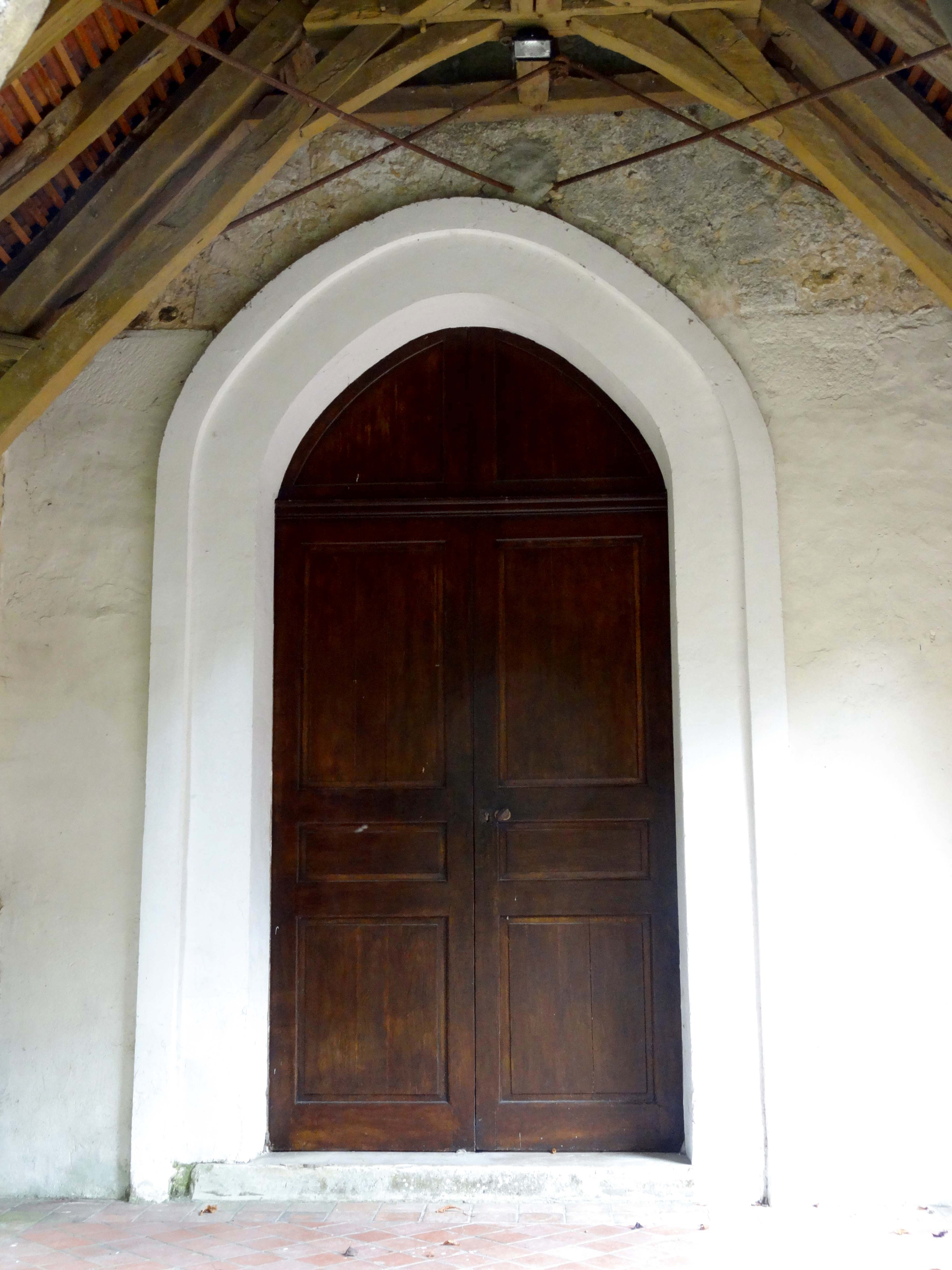
Portail occidental.
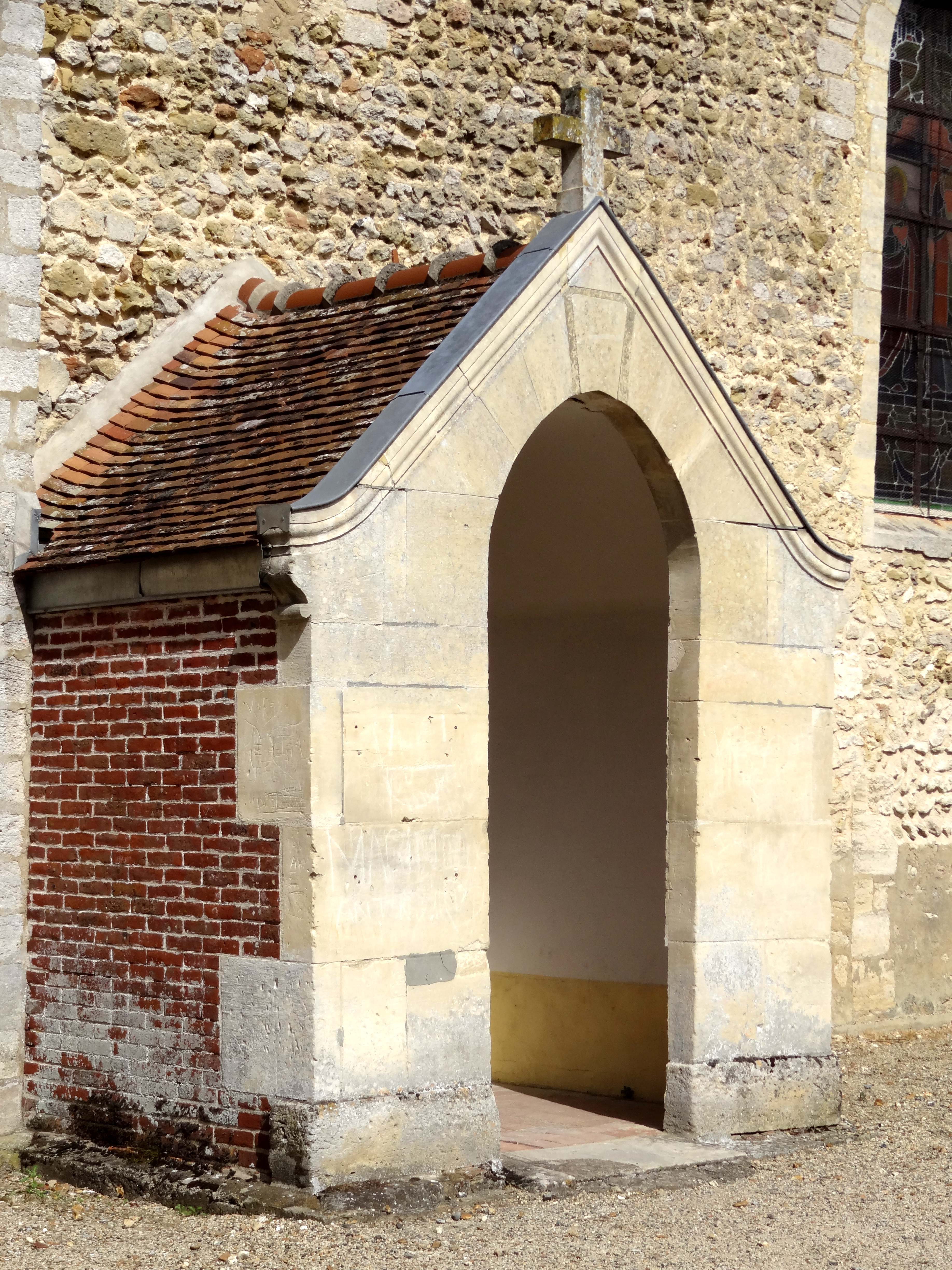
Porche méridional.
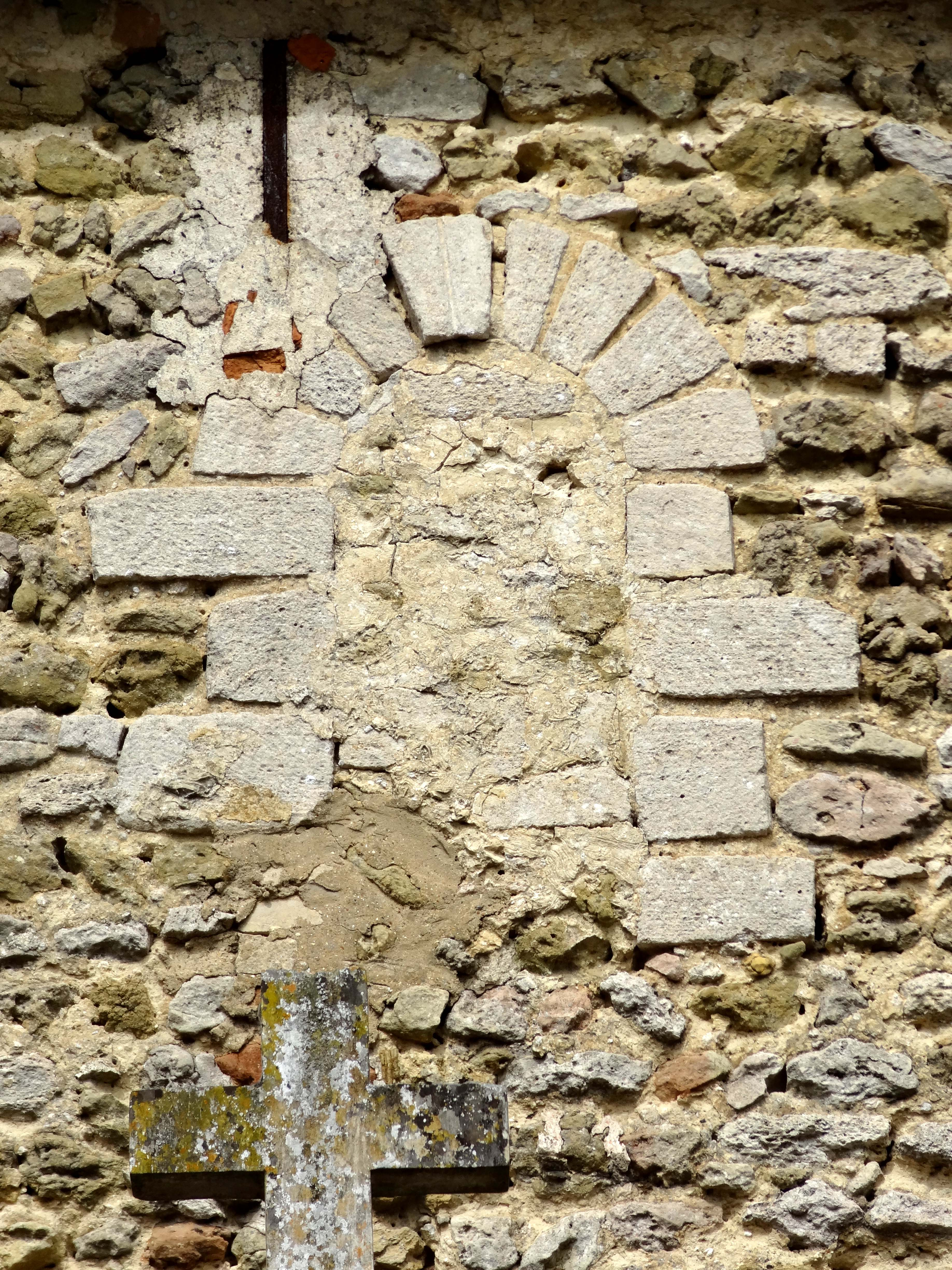
3e baie romane au sud.
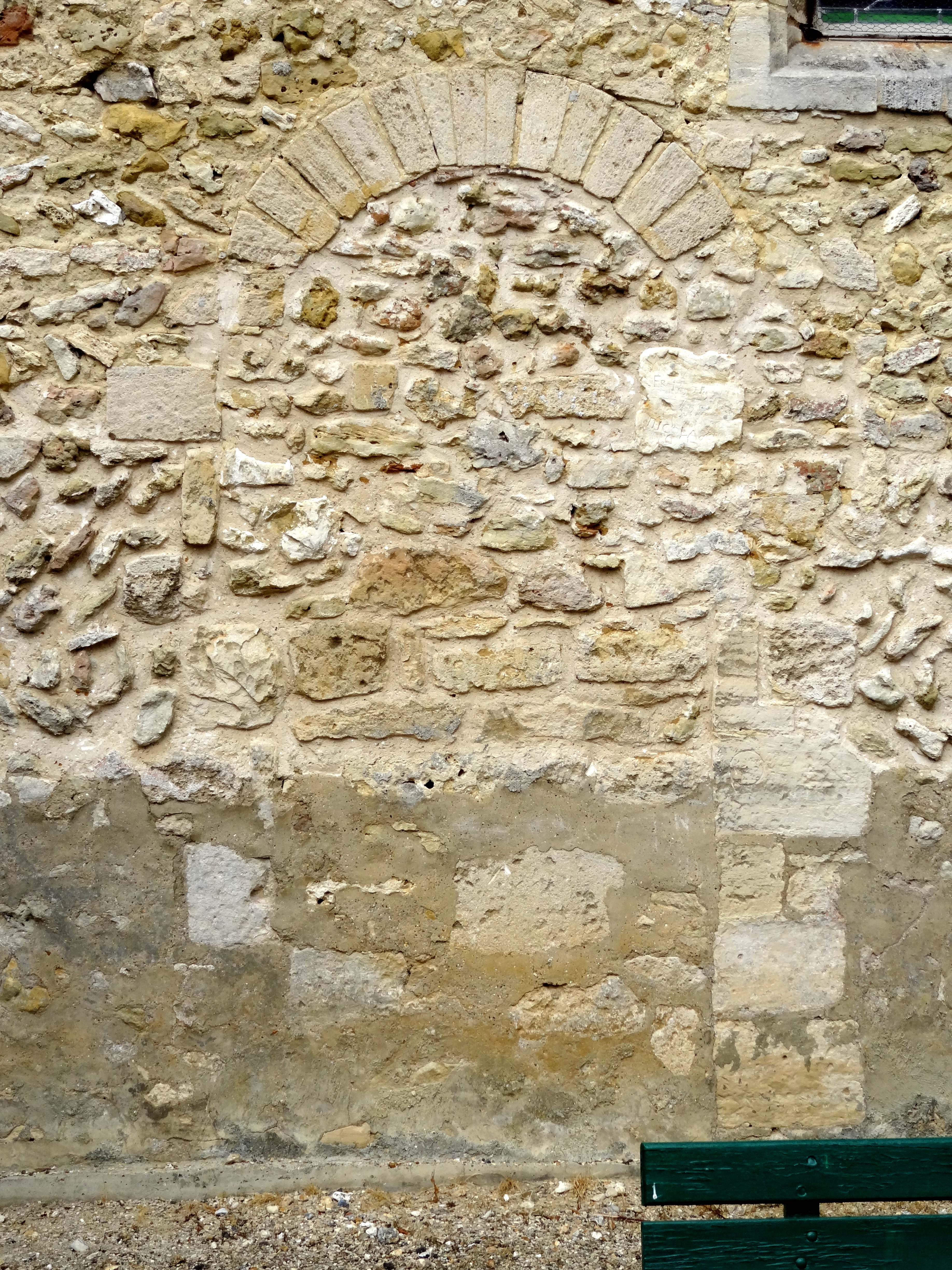
Portail roman bouché.

#### Parties orientales

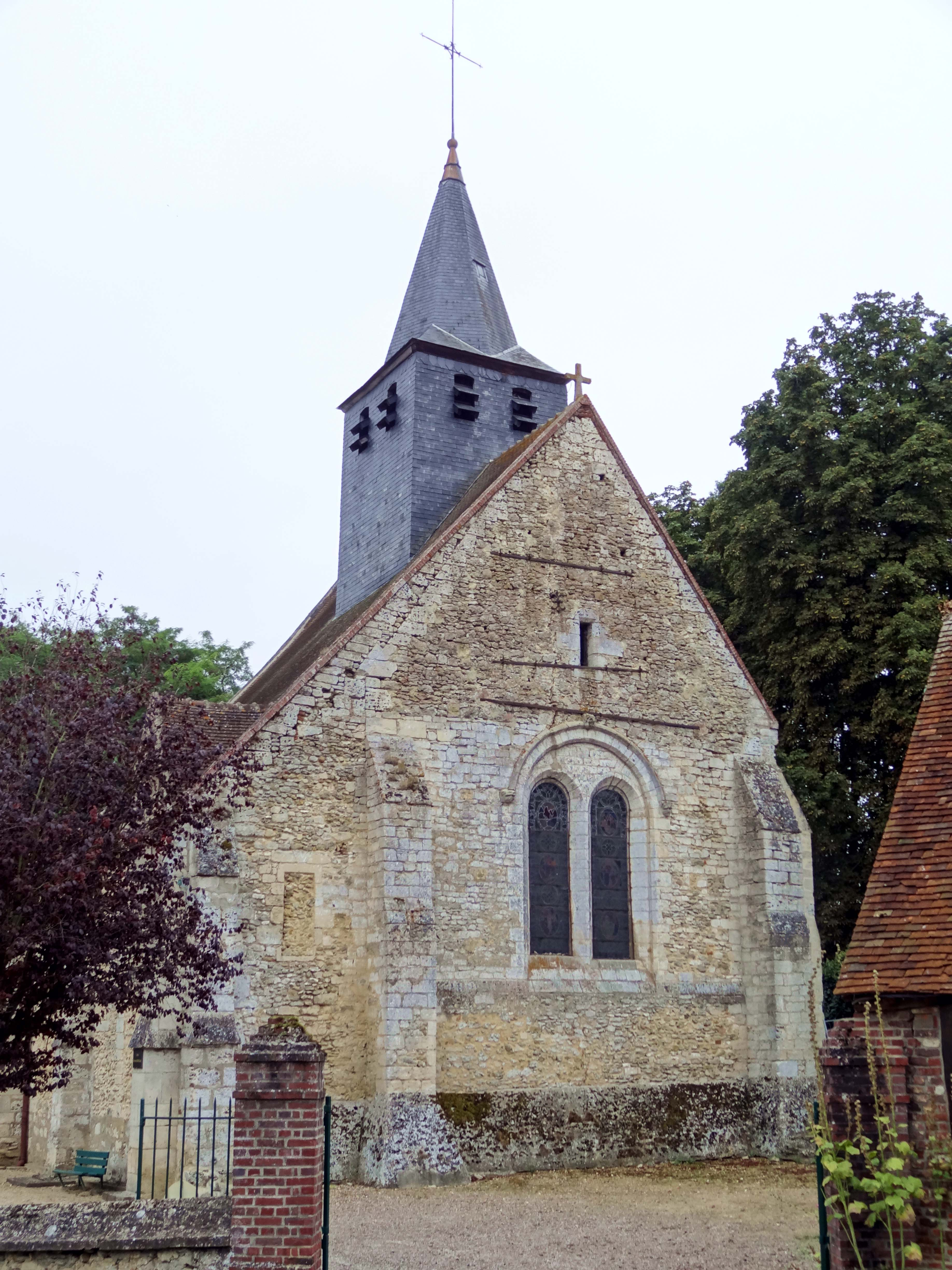
Chevet.

À l'instar de la plupart des églises du Vexin-en-Thelle, le chœur et sa chapelle latérale sont également appareillés en petits moellons de silex, car on fait largement appel aux matériaux locaux, et ne fait pas venir de la pierre calcaire de qualité des carrières pourtant proches de Bury. La pierre de taille est réservée aux contreforts, aux chaînages, aux pourtours des fenêtres, aux rampants des pignons. Le soubassement du mur gouttereau de la chapelle est également en pierre de taille. La chapelle n'apparaît pas clairement comme une construction aux origines remontant à la fin du XIIe siècle, pas plus qu'à l'intérieur. À vrai dire, tout ce qui reste de cette époque est l'étroite lancette simple bouchée à droite du contrefort médian au sud, qui est surmontée d'un rang de têtes de clous. Les chaînages verticaux visibles sur les murs de la première et de la deuxième travée semblent correspondre à l'emplacement des contreforts primitifs, du temps que la chapelle comptait trois travées exigües. Au chevet, la façon dont le rampant du demi-pignon de la chapelle s'accole au pignon du vaisseau central montre qu'au moins ce mur est postérieur au vaisseau central. Mais il se pose la question si le gros-œuvre du vaisseau central du chœur date vraiment des alentours de 1230, comme Dominique Vermand le conclut des clés de voûte et chapiteaux. Avec leur arc en plein cintre, les deux lancettes géminées du chevet paraissent bien archaïques pour cette période.
Les contreforts indiquent eux aussi plutôt le début du XIIIe ou la fin du XIIe siècle. Assez saillants, mais d'une conception proche des contreforts plats de la nef, ils retraitent une fois par un court glacis pentu, et s'amortissent par un long glacis sans larmier. À titre de comparaison, les contreforts de la chapelle latérale sont scandés par un larmier présent sur les trois faces, et s'amortissent par un glacis formant larmier, ou une forme intermédiaire entre glacis et chaperon à l'angle sud-ouest. Ces contreforts correspondent davantage à la date des voûtes du chœur. Elles ont donc peut-être réalisées une génération après les murs extérieurs, ce qui peut surprendre étant donné que la chapelle semble déjà avoir été voûtée au XIIe siècle. Au moins, possède-t-elle des chapiteaux de cette période. En plus des contreforts, ce qui mérite considération sur les parties orientales sont la décoration des fenêtres. Les têtes de clous ou pointes-de-diamant de la lancette bouchée de la fin du XIIe siècle ont déjà été évoquées. Sur le chevet du vaisseau central, l'arc de décharge commun aux deux lancettes retombe sur des piédroits chanfreinés, et est surmonté d'un bandeau retombant sur des têtes grimaçantes. Au sud, la fenêtre de la première travée de la chapelle, refaite après le milieu du XIIIe siècle, s'ouvre sous une double archivolte torique, qui retombe sur deux fines colonnettes à chapiteaux de chaque côté. Les tailloirs sont polygonaux, les chapiteaux de plan circulaire, et les colonnettes appareillées. Cette baie est en outre surmontée d'un bandeau mouluré d'une plate-bande et d'une gorge. En dépit de cette riche ornementation, elle est totalement fruste à l'intérieur. La fenêtre de la deuxième travée, refaite au début du XIVe siècle, se présente à l'extérieur de la même manière qu'à l'intérieur, et se remarque par son remplage rayonnant tardif de deux lancettes surmontées d'un pentalobe.

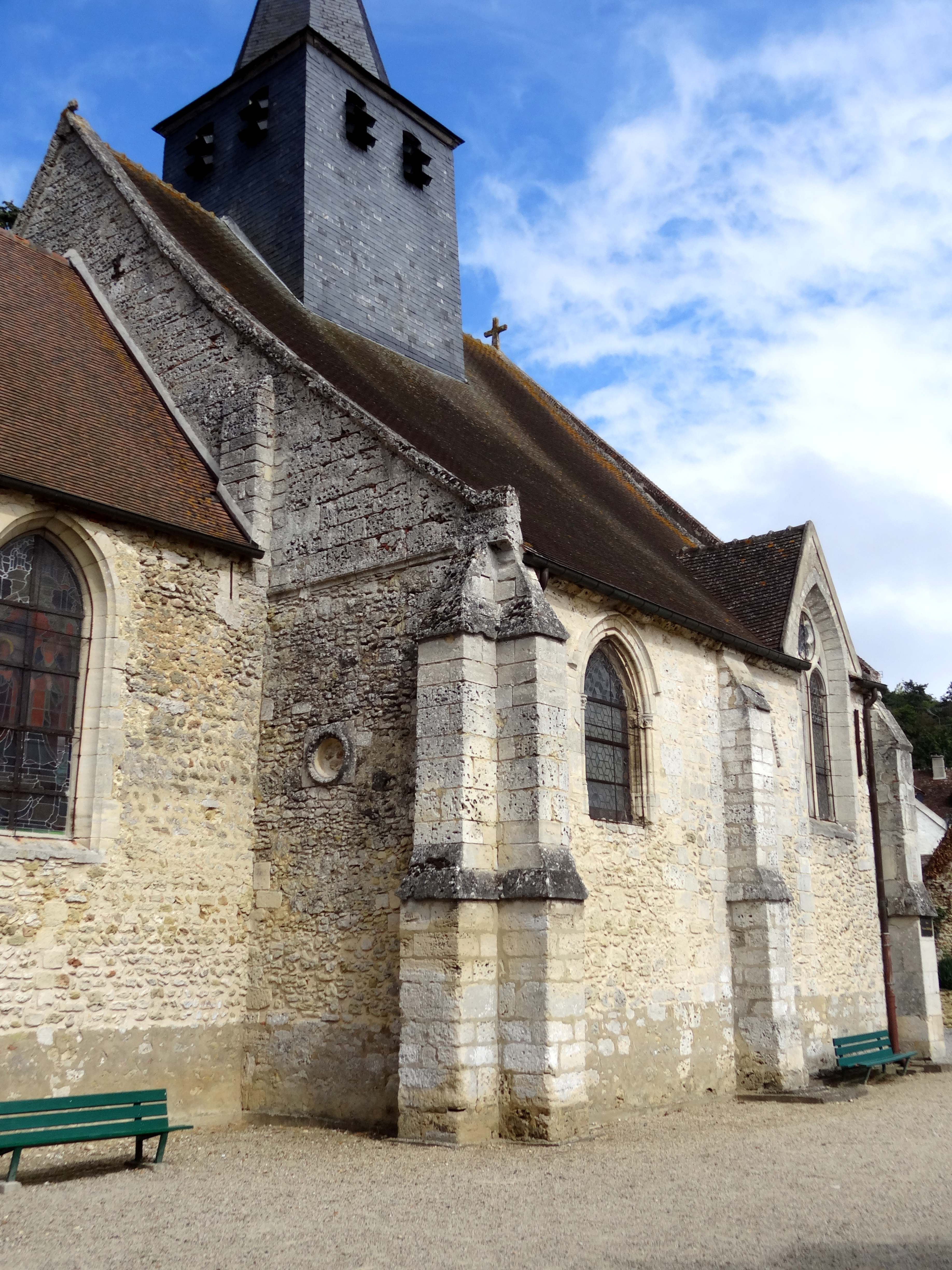
Vue depuis le sud-ouest.
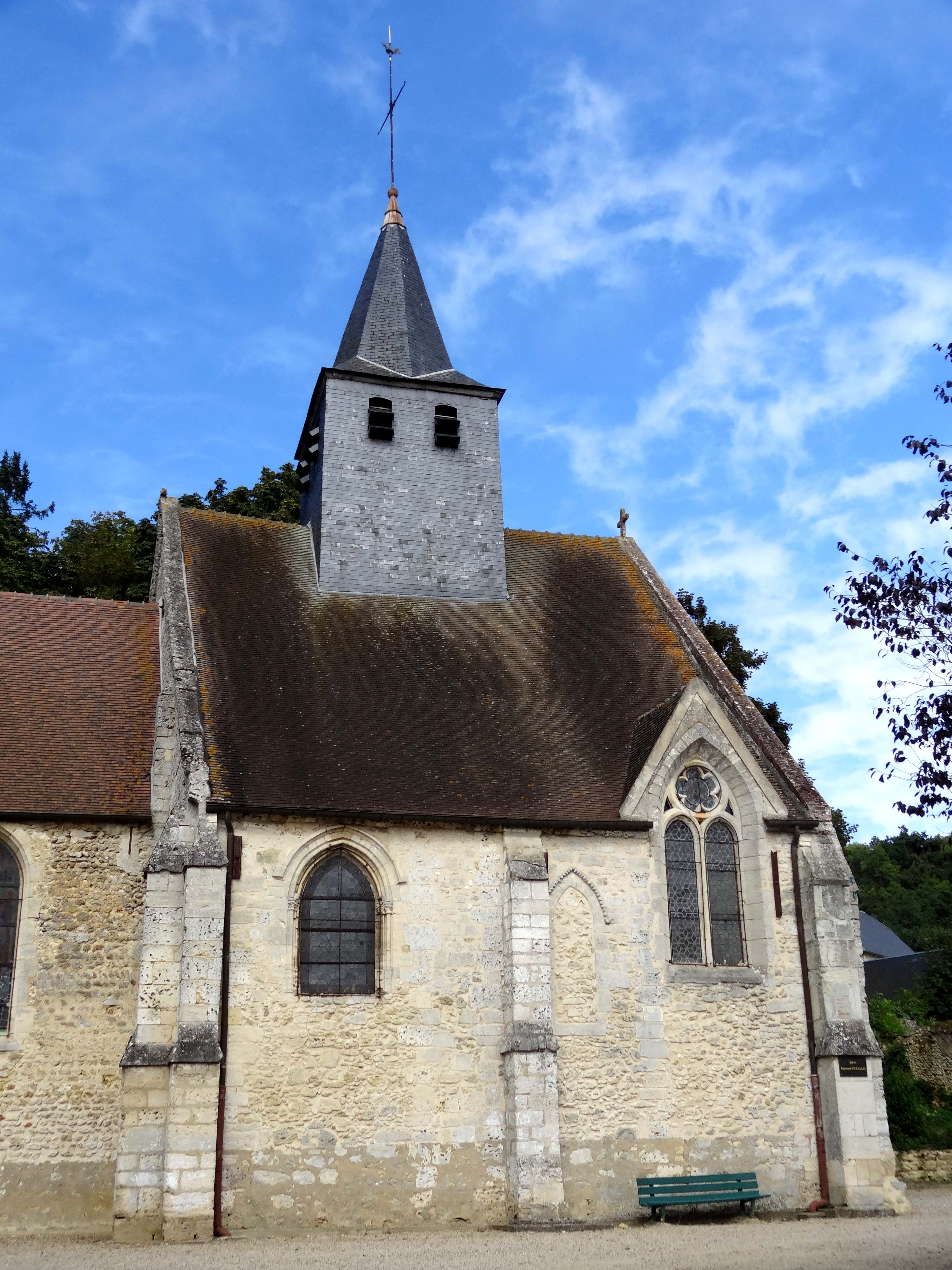
Vue depuis le sud.
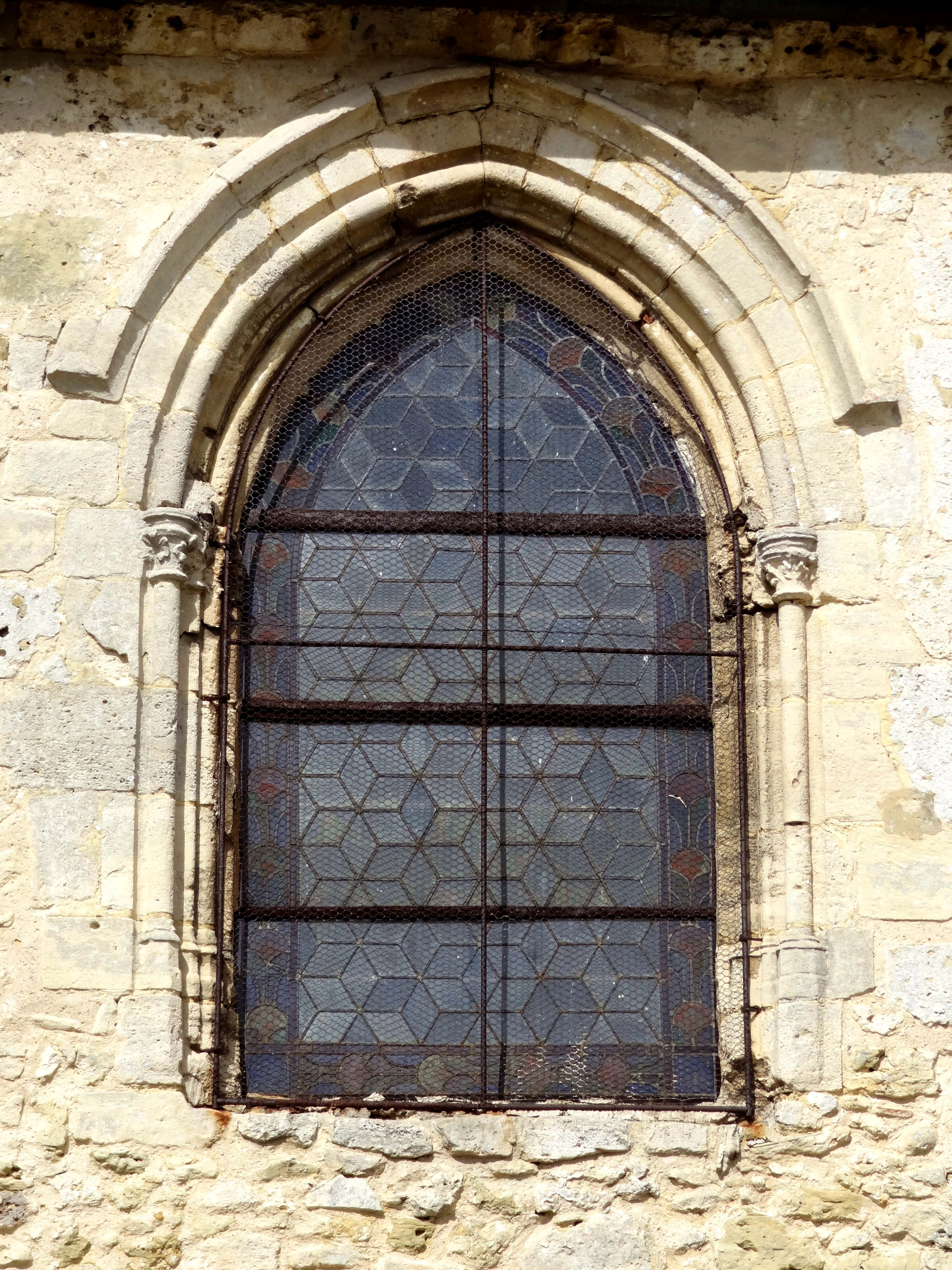
1re fenêtre du sud.
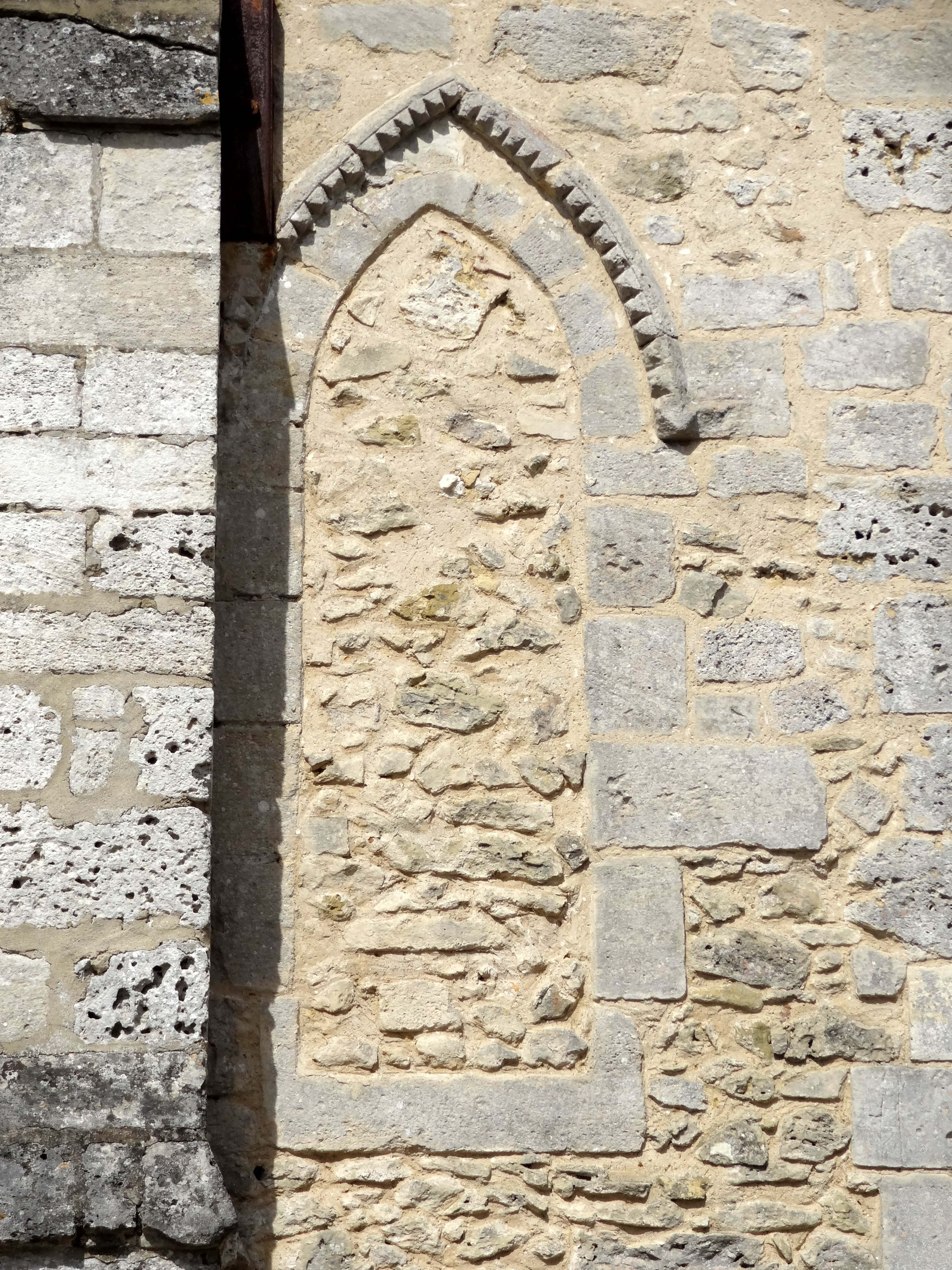
Lancette bouchée.
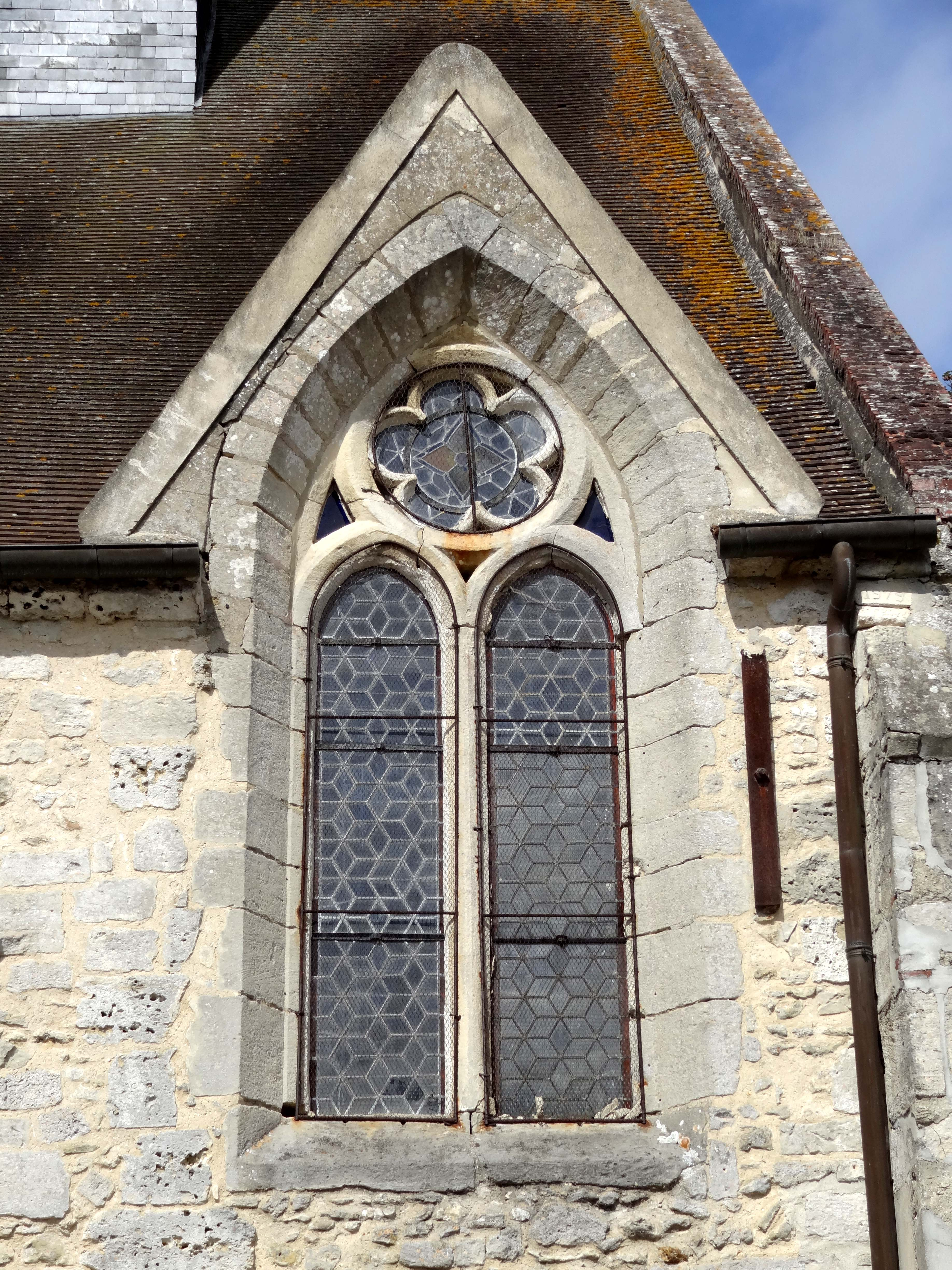
2e fenêtre du sud.
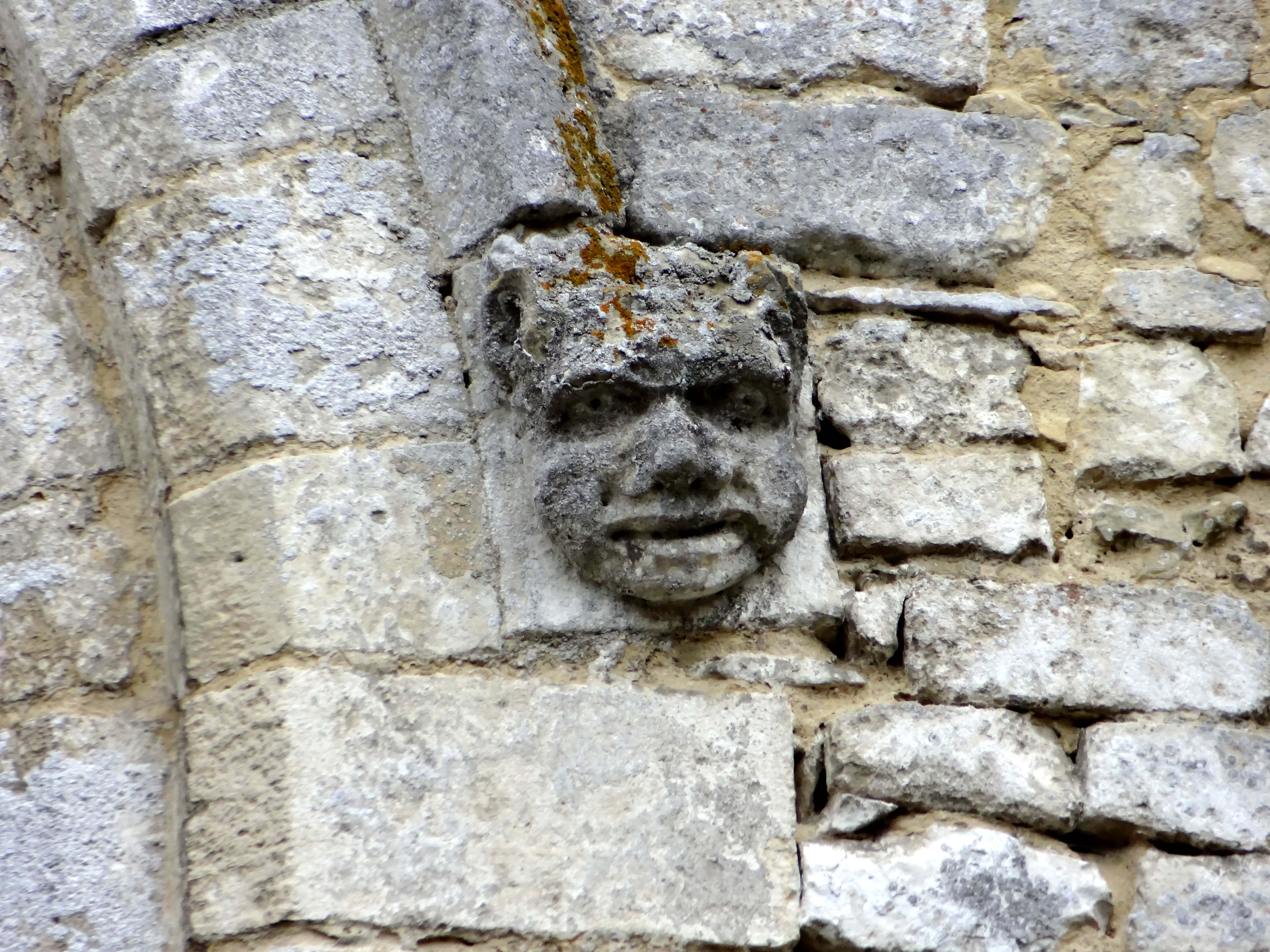
Chevet, tête grimaçante.

## Mobilier

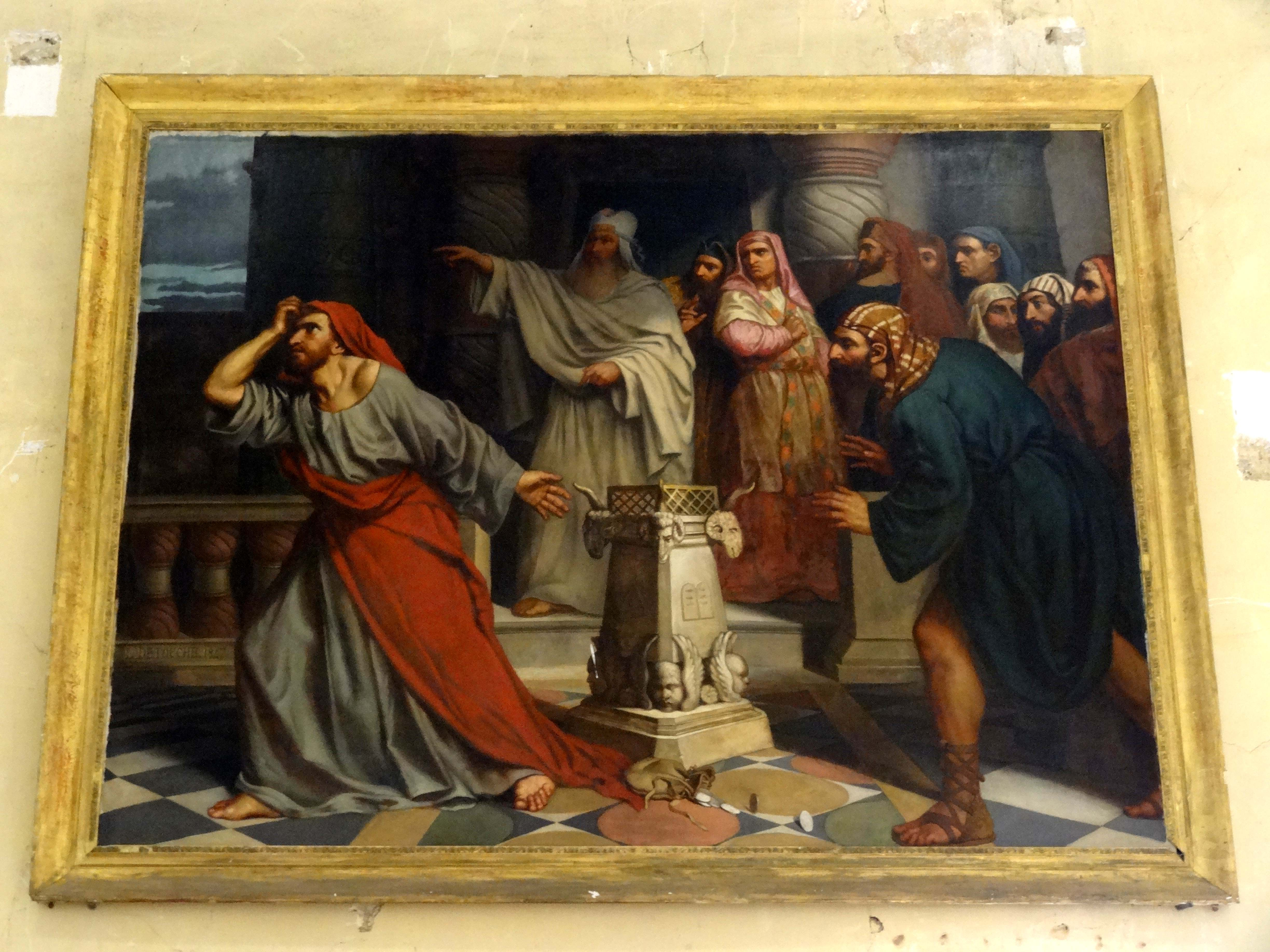
Tableau - Le désespoir de Judas.

Parmi le mobilier de l'église, un seul élément est inscrit monument historique au titre objet, à savoir un tableau peint à l'huile sur toile représentant Le désespoir de Judas, signé Paul-Émile Destouches, 1847. En dehors du mobilier proprement dit, les peintures monumentales de la nef et du chœur sont classés au titre objet par arrêté du 18 décembre 1980,,. On peut en outre signaler un autre tableau représentant le baptême de Clovis, ainsi que plusieurs vitraux inspirés de ceux que Raymond Joly (4 février 1911 - 18 juin 2006) avait dessiné en 1949 pour l'église Saint-Louis-des-Français de Berlin (129, Kurt-Schumacher-Damm). L'artiste a par ailleurs donné une petite Pietà en pierre sculptée à l'église, et quelques autres œuvres d'art religieux. Après sa retraite comme graveur général des monnaies, il vivait et travaillait à Ponchon jusqu'à sa mort. Sa maison au 301, rue des Croisettes, est aujourd'hui le musée municipal Raymond Joly-Clare. Plusieurs œuvres d'art religieux de la main de Raymond Jolie y sont exposées.